# Cuestión Oriental
La Cuestión Oriental era el término con el que se empezó a considerar, a principios y mediados del siglo XIX, la problemática de los diversos conflictos internacionales concernientes al Imperio otomano y, específicamente, a la Guerra de la Independencia griega iniciada en 1821. Comenzó a emplearse para hacer referencia a los problemas diplomáticos resultantes del declive de la autoridad otomana en Europa, entre los que se encontraban el reparto de los territorios del Imperio en los Balcanes, el control de los estrechos del Bósforo y los Dardanelos y la posesión de Constantinopla (o Estambul).
La Cuestión Oriental dejó de tener tanta relevancia internacional al finalizar la Primera Guerra Mundial. Los otomanos, que lucharon del lado de las Potencias Centrales, fueron derrotados y, en virtud del Tratado de Sèvres, de 1920, perdieron sus derechos sobre las provincias árabes y la Tracia oriental y en un principio las potencias occidentales le exigieron abandonar regiones de Anatolia, sin embargo, la revolución nacional turca que se originó ante estas condiciones condujo a la sustitución del Tratado de Sèvres por el Tratado de Lausana (1923), en virtud del cual los turcos recuperaron Tracia oriental y el control total de Anatolia y de los estrechos, supeditado a una convención internacional.

## Precedentes
Rusia había obtenido, tras finalizar la guerra ruso-turca (1768-1774), grandes ventajas en el Tratado de Küçük Kaynarca entre los que destacaban la obtención por parte zarista de los puertos crimeos de Kerch y Enikale, el derecho de paso de los navíos rusos por los estrechos y el papel de Rusia como protector de los cristianos ortodoxos que vivieran en el Imperio otomano por lo que virtualmente se sancionaba la influencia rusa en territorio turco. Pero la inanición en la que se encontraba el Imperio otomano, bajo el reinado de Abd-ul-Hamid I animaba a Catalina la Grande a mejorar aún más su posición.
En 1783 José II de Habsburgo se había aliado con Catalina y esta desde 1783 se encontraba infiltrando rusos en Georgia; en 1784 se anexionó unilateralmente Crimea y comenzó la construcción de Sebastopol. 
Sin embargo, el sultán otomano, animado por Gran Bretaña y Prusia, tomó la delantera con el pretexto de apoyar al kan de Georgia dirigiendo un ultimátum a Rusia en julio de 1787. También exigió la expulsión de los cónsules rusos de Bucarest y Jassy y el derecho de visita turco sobre los navíos rusos en el mar Negro. Rusia rechazó el ultimátum y la guerra estalló en febrero de 1788. El Sacro Imperio Romano Germánico se unió a Rusia en la lucha.
Prusia intentó dificultar la posición de Rusia y del Sacro Imperio Romano Germánico. Con esta política, Ewald Friedrich von Hertzberg, planeaba una reorganización de la Europa Oriental. Esperaba obtener para Prusia Danzing y Toruń;  La República de las Dos Naciones obtendría Galitzia; Moldavia y Valaquia serían posesiones de los Habsburgo; el Imperio ruso obtendría las riberas del mar Negro; y Suecia obtendría Viborg y las provincias de Finlandia perdidas en el Tratado de Nystad.
Esta reorganización falló por la negativa de Rusia y del Sacro Imperio a cualquier reparto de Polonia que favoreciese a Prusia.
Al principio los otomanos tuvieron cierto éxito. En el frente del Danubio hicieron retroceder a los austriacos hasta el Banato. Pero la ayuda militar de Prusia nunca llegó y tras un largo asedio, los turcos perdieron la estratégica fortaleza de Ochakov a manos de los rusos que fue sucedida por la pérdida de Belgrado y de los Principados Danubianos por una contraofensiva austriaca, antes de que los rusos tomaran importantes fuertes turcos en el estuario del Danubio. La guerra con los Habsburgo terminó con la paz de Svitchov (agosto de 1791) mientras que rusos y turcos firmaron la Paz de Jassy (9 de enero de 1792) por la que los turcos reconocían a los rusos la posesión de Ochakov y del territorio entre el Dniester y el Bug.
Rusia comenzó a temer una coalición de pueblos musulmanes bajo liderazgo turco por lo que para consolidar el poder en sus fronteras meridionales durante las primeras décadas del siglo XIX comenzó la expulsión de poblaciones musulmanas y alentó el establecimiento de colonos cristianos en las tierras recién conquistadas.
En la guerra ruso-turca (1806-1812) los rusos se apoderaron de Besarabia sancionado formalmente en el tratado de Bucarest.
Este tratado también ponía a los Principados Danubianos bajo soberanía conjunta de Rusia y Turquía. Los nuevos gobernantes rusos expulsaron a los musulmanes y repoblaron la fértil región con agricultores moldavos, valacos, búlgaros, rutenos y griegos atraídos por exenciones fiscales.
La conquista del Cáucaso por parte rusa entrañaba en parte también el fin religioso de expulsar de la región a las tribus montañesas musulmanas (chechenos, ingusetios, circasianos y daguestanos) para promover la cristianización. Estas tribus se alineaban por motivos religiosos con el sultán otomano y por eso fueron víctimas de una guerra de terror promovida por Alexander Ermolov. La cruel guerra provocó un movimiento de resistencia que pronto tomó un cariz religioso. Los rusos destruyeron mezquitas e impusieron restricciones a las prácticas musulmanas y el traslado forzoso de poblaciones que eran sustituidas por colonos rusos, ucranianos y cosacos.
Tras estas guerras entre los Imperios ruso y otomano, se dieron las condiciones que condujeron a que la Cuestión Oriental fuera uno de los temas más importantes para las cancillerías de las grandes potencias del siglo XIX:
- Decadencia del Imperio otomano incapaz de mantener el control de los Balcanes.
- Injerencia rusa en el Imperio otomano con la excusa de la protección de los habitantes cristianos ortodoxos.
- El deseo ruso de alcanzar una salida al mar Mediterráneo por los Estrechos del Bósforo y los Dardanelos, con el consiguiente recelo de Francia y el Imperio británico.
- La rebeldía de los pueblos balcánicos, sobre todo de Serbia.

## La guerra de independencia griega

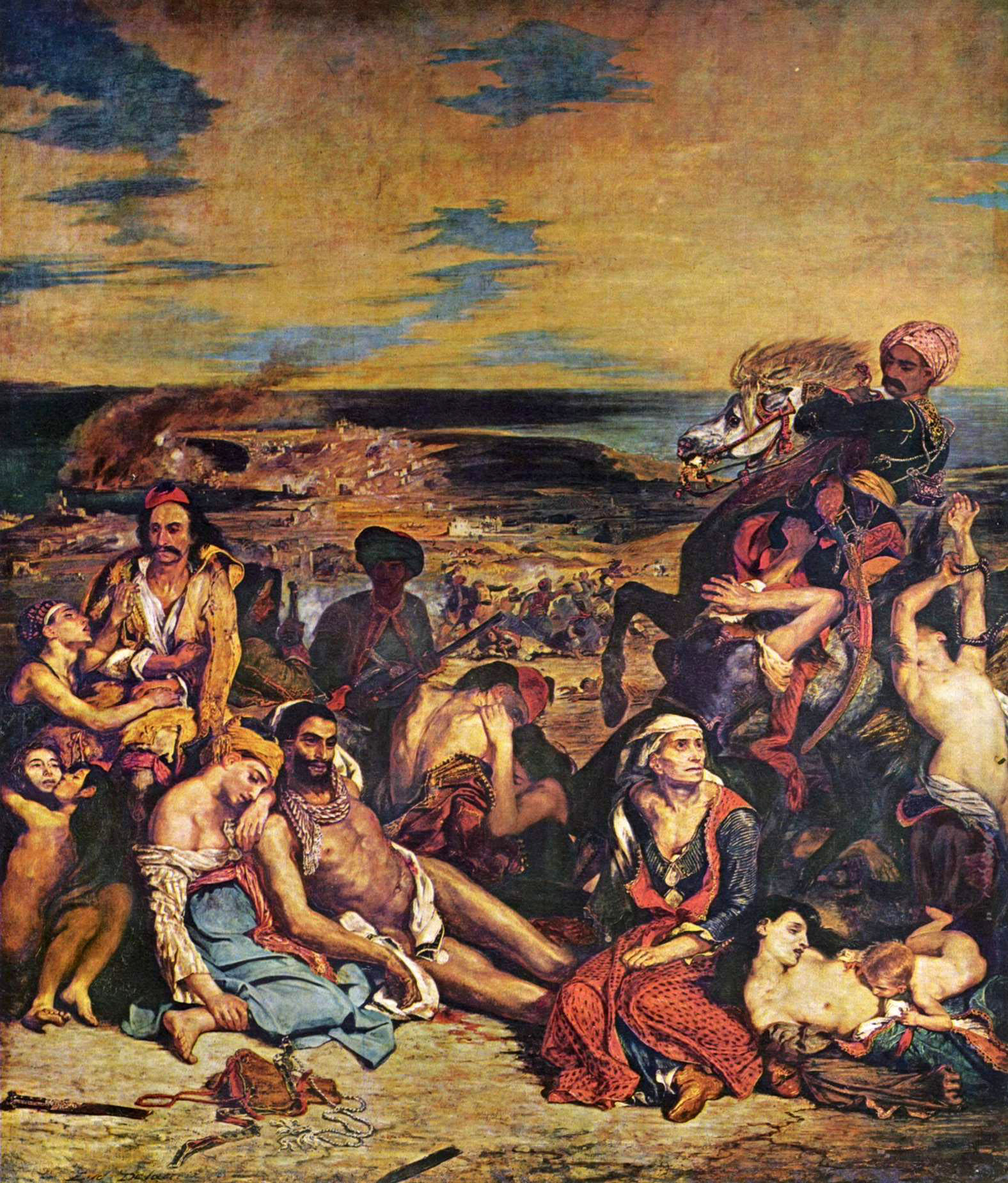
La matanza de Quíos. Obra de Eugène Delacroix.

En 1814 nacionalistas griegos y estudiantes establecieron una Sociedad de Amigos (Filikí Etería) en Odesa, de la que muy pronto se establecieron filiares en todas las áreas con presencia griega (Moldavia, Valaquia, las Islas Jónicas, Constantinopla, el Peloponeso, así como en varias ciudades rusas). La sociedad, conducida por políticos rusos de origen griego que nunca habían pisado Grecia, organizó el levantamiento griego de 1821 en Moldavia. El líder de la revuelta era Alexander Ypsilantis que tenía vínculos estrechos con la corte rusa, donde había contado con la protección de María Fedorovna, viuda de Pablo I de Rusia.
En opinión de Alejandro I de Rusia los otomanos habían excedido la defensa legítima de su soberanía: habían entablado una guerra religiosa con los griegos cuyos derechos religiosos, Rusia tenía el deber de proteger, según el Tratado de Küçük Kaynarca. El zar transmitió un ultimátum a los otomanos en el que exigía la evacuación de los Principados del Danubio, la restauración de las iglesias destruidas y la renovación del derecho ruso de proteger a los súbditos ortodoxos del sultán. Los otomanos respondieron confiscando los barcos rusos y el cereal que transportaban y encarcelando a los marineros.
La sublevación griega se había propagado al centro de Grecia, Peloponeso, Macedonia y Creta. En 1822 tropas otomanas aplastaron brutalmente un levantamiento griego en la isla de Quios ahorcando a 20 000 isleños y deportando como esclavos al resto de la población, alrededor de 70 000 griegos. Miembros de la corte rusa opinaban que ningún poder musulmán era legítimo por lo que apoyar a rebeldes no iba contra lo pactado en el Congreso de Viena e incluso se instaba a expulsar a los otomanos de Europa y establecer un nuevo Imperio bizantino bajo protección rusa.
Sin embargo, Alejandro I de Rusia estaba demasiado comprometido como para forzar una intervención unilateral, ya que en el Congreso de Viena se había decidido solventar las crisis por medio de negociaciones internacionales. Alejandro I abogaba por la creación de un estado griego autónomo, pero chocaba contra los intereses del Imperio austriaco que temía que si la revuelta tenía éxito podría expandirse por sus territorios meridionales. Por su parte, el secretario de Exteriores británico, Robert Stewart, vizconde de Castlereagh, temía que la creación de un estado griego podía fortalecer los intereses rusos e intervenir en los asuntos otomanos con el pretexto de defender a sus correligionarios.
Sin embargo, en 1825 con la llegada a Grecia de las tropas egipcias de Mehmet Alí, quien cometió nuevas atrocidades y la muerte de Alejandro I de Rusia el panorama cambió.
Con la subida al trono ruso de Nicolás I de Rusia se reanudó la idea de una intervención de Grecia. El ministro de Asuntos Exteriores ruso Karl Robert Nesselrode apoyaba la guerra, ya que una guerra contra los turcos beneficiaria los objetivos rusos en Oriente Próximo. En 1826 el duque de Wellington se desplazó a San Petersburgo para negociar un acuerdo anglo-ruso (al que más tarde se unió Francia en el Tratado de Londres de 1827) con el propósito de mediar entre turcos y griegos. Se acordó pedir al sultán la creación de una provincia griega autónoma bajo soberanía otomana. Cuando el sultán rechazó la oferta, las tres potencias enviaron una fuerza naval conjunta bajo el mando de Edward Codrington con la misión de imponer una resolución por medios pacíficos si era posible y por la fuerza como último recurso. Los contactos diplomáticos no llegaron a buen puerto y Codrington destruyó la flota otomana en la batalla de Navarino. Enfurecido con esta acción el sultán se negó a toda mediación y declaró la yihad rechazando las peticiones rusas de abandonar los Principados Danubianos.

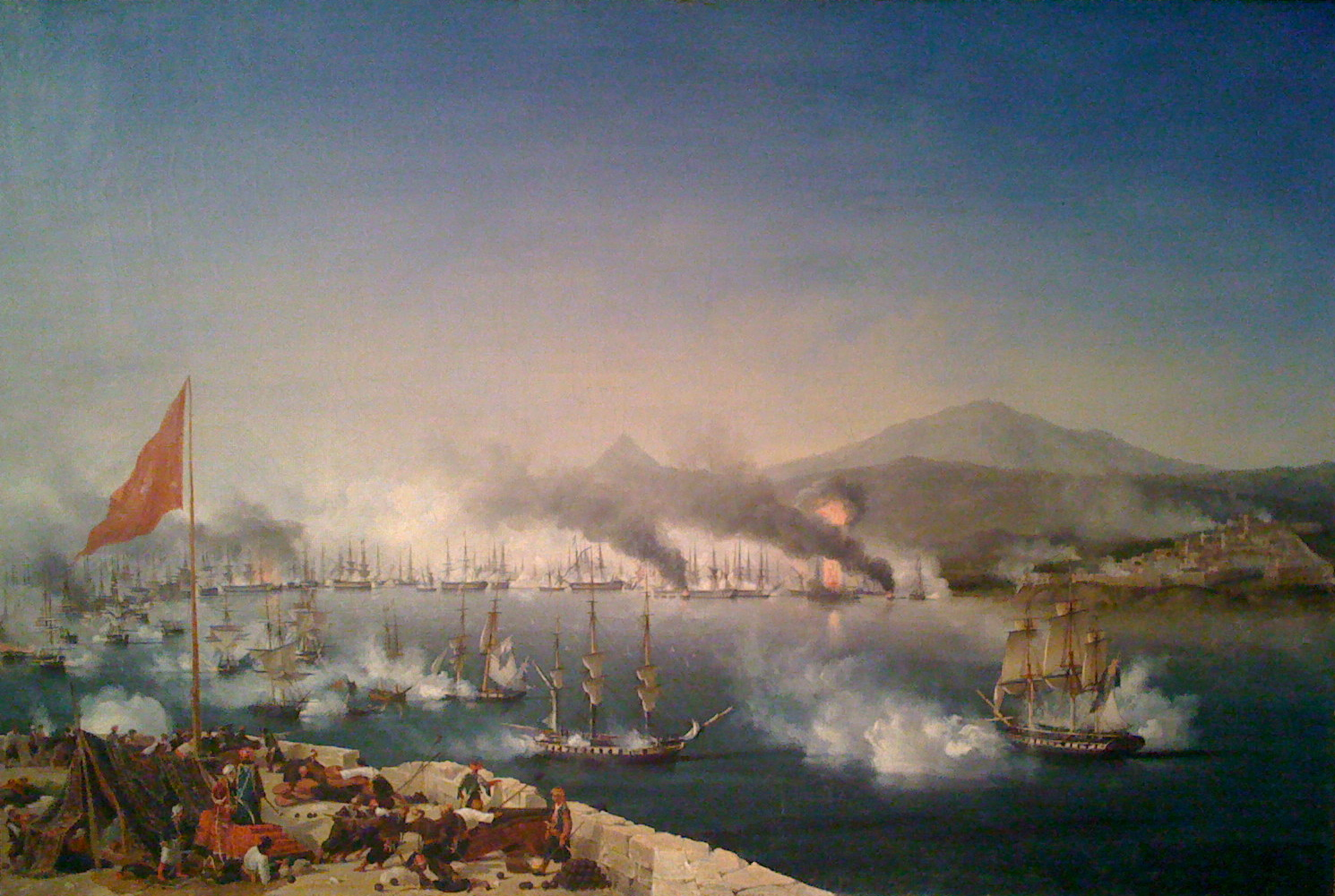
Batalla de Navarino. Obra de Louis Ambroise Garneray.

En abril de 1828 una ofensiva rusa de 65 000 soldados cruzó el Danubio y atacó en tres direcciones contra Vidin, Silistria y Varna, en la ruta hacia Constantinopla. Los rusos avanzaron con rapidez, pero fueron detenidos en las inmediaciones de Varna presos de las pestilentes condiciones del delta del Danubio, sufriendo graves pérdidas por las plagas. Entre mayo de 1828 y febrero de 1829, 210 000 soldados rusos tuvieron que ser tratados en los hospitales militares, más que los que Rusia podría desplegar al mismo tiempo en una campaña.
Al renovar la campaña en primavera de 1829 se tomó Silistria y Edirne, a pocos kilómetros de Constantinopla. En este momento se podía haber intentado deponer al sultán otomano, ya que la flota rusa controlaba el mar Negro y el Egeo y los turcos estaban totalmente desorganizados. En el Cáucaso, los rusos habían lanzado una ofensiva y habían tomado Kars y Erzurum pudiendo atacar los territorios turcos de Anatolia. La caída del Imperio otomano parecía tan evidente que Carlos X de Francia propuso repartir sus territorios entre las potencias.
Nicolás I de Rusia animó a Austria para que se le uniera en el reparto de los territorios, pero los austriacos desconfiaron de los rusos y prefirieron preservar el equilibrio europeo. Nicolás I de Rusia no se decidió a terminar con el Imperio otomano en 1829 y siguiendo la visión de Karl Nesselrode se decidió mantener la existencia del Imperio otomano, pero debilitado, porque si su supervivencia dependía de Rusia se podrían promover los intereses rusos en los Balcanes y en el mar Negro.
En el Tratado de Adrianópolis, impuesto en septiembre de 1829 por los rusos se establecía la autonomía virtual de Moldavia y Valaquia bajo protección rusa, otorgaba a los rusos algunas islas en la boca del Danubio, la posesión rusa de Georgia y los kanatos de Ereván y Najicheván, en el sur del Cáucaso y se reconocía la autonomía griega así como el paso por los Estrechos de todos los barcos comerciales.
A pesar de lo benévolo del tratado para los intereses otomanos, levantó la suspicacia de las potencias occidentales hacía Rusia. Lord Wellington, que entonces era el primer ministro británico pensaba que Rusia había convertido al Imperio otomano en un protectorado por lo que Gran Bretaña comenzó a dar forma a una política con respecto a la Cuestión Oriental cuyo fin fuera impedir el aumento de influencia rusa en los Balcanes. Un primer paso en esta política británica fue el apoyar la plena independencia griega y no la simple autonomía y el apoyo a partidos liberales griegos alineados con Occidente. Estos cambios moderaron la influencia rusa y fueron el prólogo a la Convención de Londres de 1832 que establecía que el estado griego contaba con las potencias occidentales como garantes de su independencia y que contaría con Otón de Baviera como primer rey.
La política del «vecino débil» prevaleció en la política rusa hacia la Cuestión Oriental entre 1829 y la guerra de Crimea. Sin embargo, en el ejército ruso y en el Ministerio de Exteriores existía un partido que apoyaba una política más agresiva tanto en el Cáucaso como en los Balcanes. La clave de la política rusa era la utilización de la religión —respaldada por el uso de la amenaza militar— como medio para aumentar la influencia de Rusia en los territorios ortodoxos del Imperio otomano.
Cumpliendo el Tratado de Adrianópolis, los rusos ocuparon Moldavia y Valaquia entre 1829 y 1834, introdujeron una constitución y reformaron la administración. Los rusos trataron de aliviar las cargas del campesinado para ganarse sus simpatías, ejercieron influencia sobre la Iglesia y construyeron infraestructuras que les permitiesen utilizar la región como base de operaciones para conflictos posteriores. En 1834 los rusos se retiraron de la región, pero dejaron una nutrida fuerza militar para controlar las rutas de comunicación, también pusieron en el poder a Miguel Sturdza en Moldavia y a Alexander Ghica en Valaquia quienes según John Ponsonby no eran sino: 

“súbditos rusos disfrazados de hospodares”

## La crisis egipcia
Apenas terminó la crisis griega comenzó una nueva crisis que durante 10 años pondría en litigio las posiciones adquiridas por las grandes potencias en el Mediterráneo Oriental. El sultán se encontraba en conflicto con un súbdito muy poderoso, el bajá de Egipto.

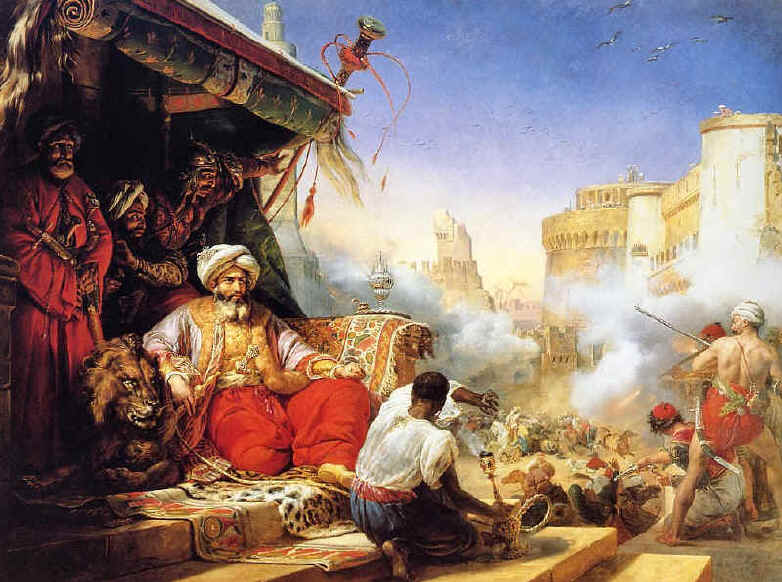
Mehmet Alí contemplando la masacre de los mamelucos en El Cairo. Obra de Horace Vernet.

Mehmet Alí había intervenido en la guerra de independencia griega en apoyo del sultán otomano y había creado un sistema de obligaciones y monopolios que si bien agravaron la miseria del campesinado le dio los recursos posibles para crear un ejército egipcio de tipo europeo, con el concurso de instructores franceses. Gracias a este ejército pudo ocupar Creta y conquistar el Sudán nilótico en 1822.
Mehmet Alí, que contaba en 1830 con 71 años, quería que su cargo se convirtiera en hereditario. Deseaba también conseguir la independencia formal que ya disfrutaba de facto.
El canciller austriaco Klemens von Metternich no estaba dispuesto a que el Imperio otomano se derrumbase e intentó convencer a las potencias occidentales de que de ocurrir podía ser catastrófico si no existía un acuerdo entre las grandes potencias acerca del reparto de los despojos del Imperio otomano.
Por su parte, Francia poseía en este nuevo Egipto una influencia sólida; sus oficiales habían reorganizado el ejército, sus técnicos desarrollaron un papel importante en la revolución económica, además fundaron escuelas que tenían más de 9000 alumnos. El gobierno francés pensaba que apoyando a Egipto podía consolidar su posición en el Mediterráneo y encontrar un punto de apoyo contra Gran Bretaña.
Gran Bretaña, por su parte, quería mantener abierta la ruta hacia Suez. Además temía el establecimiento del poder egipcio en Siria que podía ser el punto de partida de la expansión de Egipto hacia el golfo Pérsico. Deseaba ante todo mantener el Imperio otomano. Por último, el Imperio británico tenía intereses comerciales en el Imperio otomano, que se había convertido en un mercado muy importante para las exportaciones británicas.
La suerte del Imperio otomano le importaba sobre todo a Rusia que opinaba que la supervivencia del imperio tenía más ventajas que inconvenientes, ya que amenazado por las revueltas no sería capaz de hacer frente a la diplomacia rusa mientras que si era sustituido por un régimen fuerte no podría conseguir los mismos beneficios.
En 1833, el hijo Mehmet Alí, Ibrahim bajá marchó contra Palestina, Líbano y Siria. Su poderoso ejército estaba entrenado por franceses y aplastó con facilidad a las fuerzas otomanas, el 21 de diciembre de 1832 en la batalla de Konya. Constantinopla estaba a merced de los egipcios. El sultán recurrió a británicos y franceses, pero no mostraron mucho interés por apoyarlo por lo que desesperado acudió al zar Nicolás I quien envió una flota de 7 buques y 40 000 hombres para defender la capital otomana. La intervención rusa venía dada porque los rusos consideraban a Mehmet Alí como un lacayo de Francia por lo que planteaba un peligro para los intereses zaristas de la región, ya que este país ya se había extendido por el norte de África con la conquista de Argelia y poseía un ejército capaz de frenar las ambiciones rusas.
Alarmados por la intervención rusa, británicos y franceses trasladaron sus flotas a la bahía de Besika, en los Dardanelos y en mayo de 1833 facilitaron la Convención de Kütahya entre Mehmet Alí y los otomanos por la que el líder egipcio retiraba sus tropas de Anatolia a cambio de territorios en Hijaz y Creta. Ibrahim bajá fue nombrado gobernador vitalicio de Siria, pero a Mehmet Alí se le negó el gobierno hereditario de Egipto.
El Imperio británico traslado una flota con la intención de ayudar al sultán si Mehmet Alí incumplía su palabra por lo que la flota rusa se retiró, pero solo después de que el sultán aceptase conceder nuevas concesiones por medio del Tratado de Unkiar Skelessi, firmado en julio de 1833 que contenía una cláusula secreta por la que el Imperio otomano cerraría los Estrechos a los barcos extranjeros cuando Rusia así lo solicitara.
El conocimiento en Occidente de esta cláusula causó estupor. Se pensaba que el Imperio ruso podía desembarcar una fuerza importante en el Bósforo y tomar Constantinopla antes de que cualquier flota occidental tuviera tiempo de intervenir, ya que desde Sebastopol solo eran necesarios cuatro días de navegación para llegar a la capital otomana. Los rusos alegaron que con esta cláusula solo querían defenderse de la posibilidad de un ataque francés o británico cuyas flotas podían destruir Sebastopol o Odesa antes de que San Petersburgo descubriera que habían entrado en el mar Negro. La navegación de los Estrechos se había convertido en el punto central de la Cuestión Oriental.

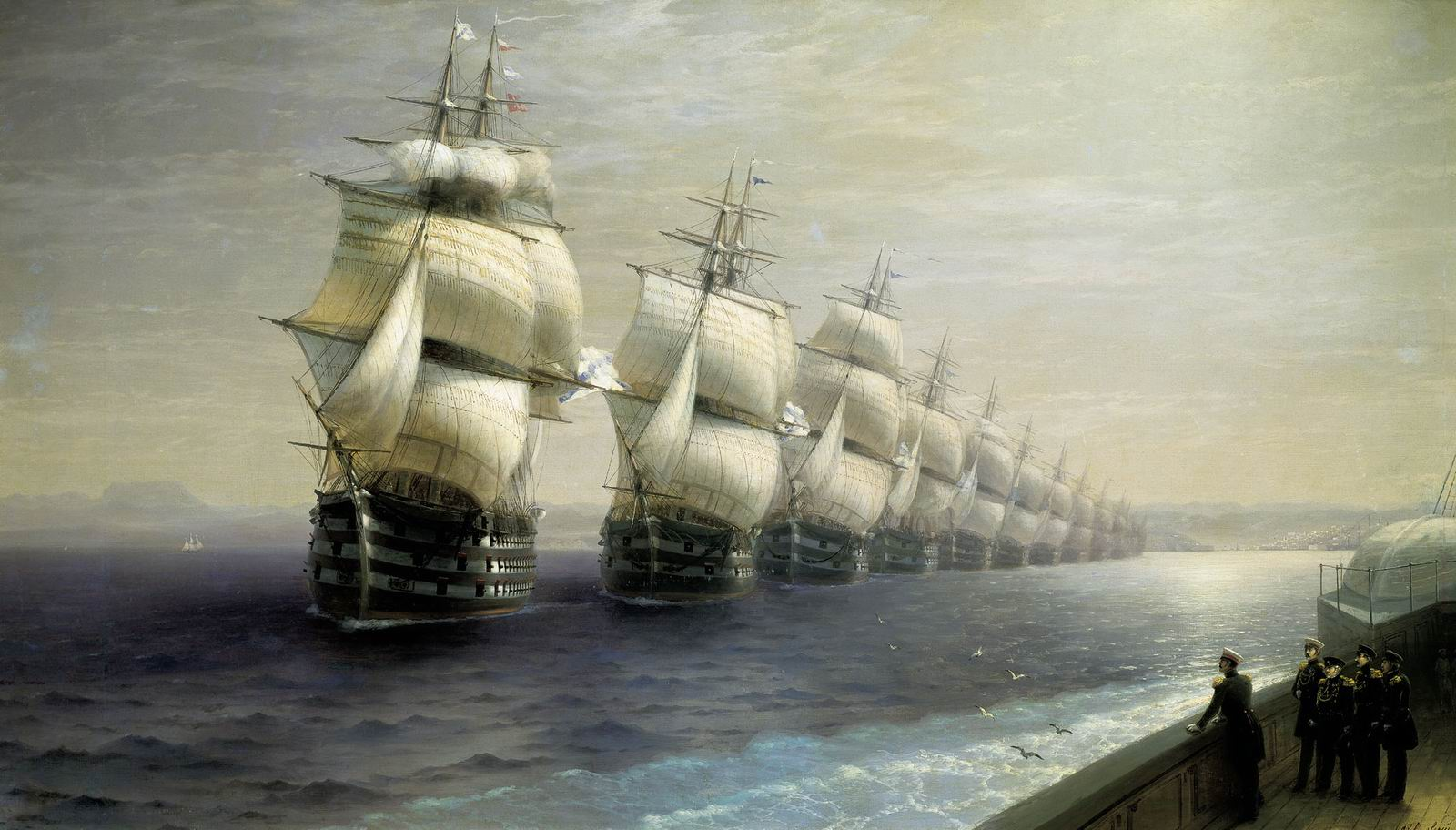
El zar Nicolás I de Rusia supervisando la flota imperial rusa en el mar Negro. Obra de Iván Aivazovski.

El político francés François Guizot sostenía que el Tratado de Unkiar Skelessi había convertido el mar Negro en un «lago ruso» custodiado por Turquía, estado vasallo del zar, «sin que nada obstaculice el paso de Rusia por los estrechos para lanzar sus buques y soldados al Mediterráneo».
Las causas de este tratado de 1833 fueron dar un giro decisivo en la política británica y francesa hacia el Imperio ruso y el Imperio otomano. Aunque Gran Bretaña no encontró un aliado fiable, ya que no podía contar con Francia, cuya política en la primera guerra carlista de España le inquietaba, ni con Austria que había firmado con Rusia el Tratado de Münchengrätz (6 de septiembre de 1833) por el que no se oponía a la política rusa en los Balcanes. Hasta entonces la principal preocupación había sido mantener el statu quo para mantener el equilibrio en Europa, pero una vez que las potencias occidentales detectaron que el Imperio otomano podía convertirse en un protectorado ruso empezaron a interesarse por Turquía, promoviendo reformas económicas y políticas.
También se envió una misión de oficiales británicos para que reorganizaran la marina otomana, mientras que la reorganización del ejército otomano fue realizada por oficiales prusianos entre los que se encontraba Helmuth von Moltke.
En 1839 los franceses habían dado su apoyo a una segunda insurrección de Mehmet Alí. Con apoyo francés, los egipcios derrotaron a las tropas otomanas que intentaron reconquistar Siria en la batalla de Nézib (24 de julio de 1839).
Pocos días antes había fallecido de tuberculosis Mahmud II (30 de junio de 1839). Su heredero, Abdülmecit I, subió al trono en un momento difícil en el que Mehmet Alí pedía derechos hereditarios no solo para Egipto sino también para Siria. Para empeorar la situación otomana, el almirante Ahmed Fevzi Pachá había trasladado la flota a El Cairo y se la había entregado a los egipcios.
Nicolás I de Rusia actuó de forma prudente lo que tuvo su contrapunto con Francia. Luis Felipe I de Francia pensaba que Egipto podía suministrar un punto de apoyo a su política mediterránea y concedió empréstitos a Mehmet Alí. Cuando en febrero de 1840 Adolphe Thiers fue llamado al poder, convencido de los intereses mediterráneos de Francia reforzó la idea de llevar la política exterior con firmeza.

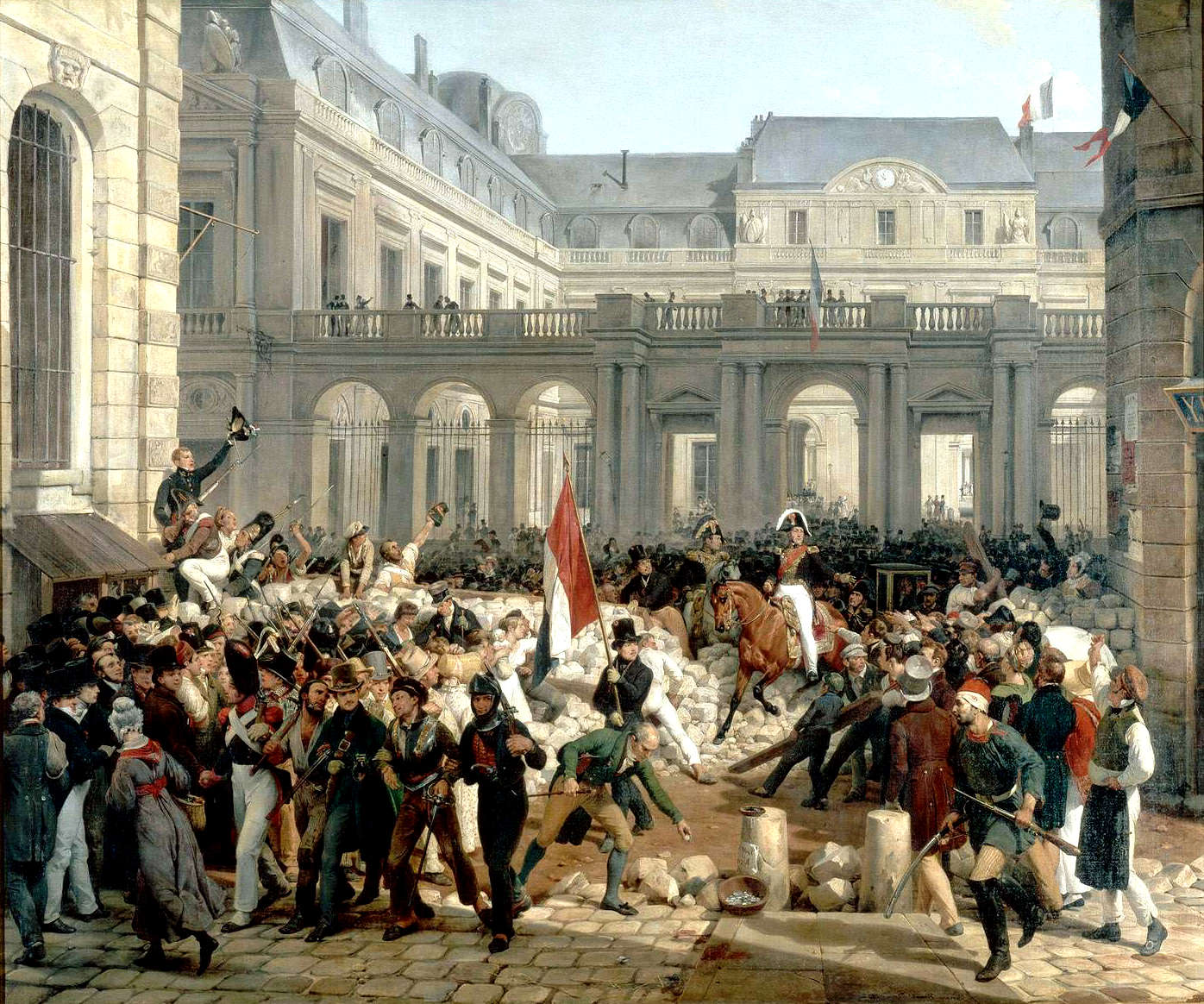
Luis Felipe I de Francia llega al ayuntamiento de París para ser proclamado Rey tras la Revolución de 1830. Obra de Horace Vernet.

Desde aquel momento las posiciones estaban consolidadas. Gran Bretaña se declaró resuelta a no consentir que Francia apoyase a Egipto ni que se convirtiera en su aliado. Lord Palmerston declaraba:

“Toda la costa mediterránea de África y una parte de la de Asia, desde Marruecos hasta el golfo de Alejandreta quedaría, de este modo, bajo vuestro poder o vuestra influencia, lo cual no puede convenirnos”

El primer ministro británico reunió junto a Gran Bretaña a Rusia, Austria y Prusia por lo que este acuerdo fue ratificado en un tratado firmado el 15 de julio de 1840. Mientras tanto, Thiers quería mantenerse firme y declaró el 7 de abril que Francia no aceptaría que las potencias utilizaran la fuerza contra Mehmet Alí: 

“Si Europa quiere enfrentarse con nosotros no tiene más que intentarlo”

Luis Felipe, si bien no desautorizó a su ministro, se mostró dispuesto a un acuerdo.
En términos establecidos en el Congreso de Londres de 1840 se permitió a Mehmet Alí el establecimiento de una dinastía hereditaria en Egipto. Mehmet Alí rehusaba aceptar este tratado con la esperanza del apoyo militar francés, pero cuando Mehmet Alí fue expulsado de Siria por un desembarco anglo-turco y por el levantamiento de la población, solicitó la ayuda militar de Francia. Luis Felipe provocó entonces la dimisión de Thiers y evitó la guerra europea. Con la celebración del Congreso de Londres de 1841 se reconoció a Mehmet Alí como gobernante de Egipto y su cargo se convertía en hereditario a cambio de la aceptación de la soberanía otomana en el resto del Imperio.
En este Congreso de 1841 también se sancionaba el cierre de los Estrechos a todos los buques de guerra con lo que los rusos perdieron la posición de privilegio en el Imperio otomano y el control de los Estrechos con la esperanza de mejorar las relaciones con el Imperio británico y dejar aislada a Francia.
Durante las décadas siguientes se extendió la rusofobia o temor a los rusos en el Imperio británico por varias razones como la simpatía ante el Imperio otomano, la amenaza rusa sobre la India en el Gran Juego o el levantamiento polaco de 1830 y su brutal represión. En Francia también comenzó un sentimiento similar cuando en 1845 llegaron noticias del trato brutal recibido por unas monjas en Minsk que causó indignación y demostró a los católicos franceses que Nicolás I estaba extendiendo la ortodoxia hacia Occidente y convirtiendo a los católicos por la fuerza de las armas.
Los austriacos recelaban de la influencia rusa en los Principados del Danubio, pero sobre todo de las injerencias rusas en Serbia. En 1830 Serbia había logrado el autogobierno bajo soberanía otomana con el príncipe Milos Obrenovich como gobernante hereditario. El partido ruso de Belgrado consiguió el respaldo de los notables serbios, del clero, del ejército y de varios miembros de la corte y en 1838 Rusia presionó para que las autoridades otomanas instauraran un estatuto orgánico que concedía libertades civiles, pero establecía un sistema de consejeros vitalicios (en su mayoría prorrusos) en vez de asambleas electas.

## Las revoluciones de 1848

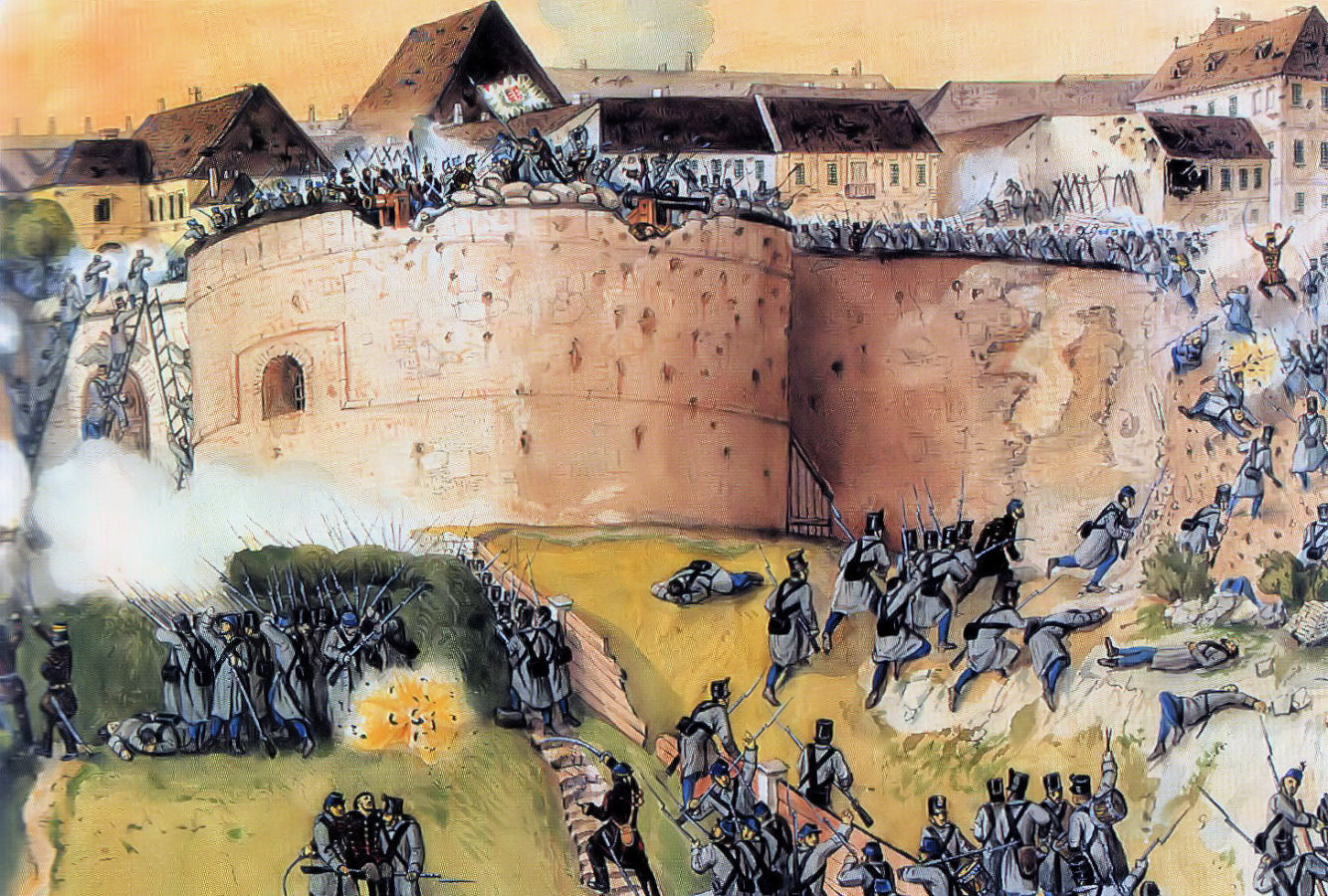
El Asalto del castillo de Buda, episodio de la Revolución húngara de 1848.

Los temores occidentales hacia el Imperio ruso se intensificaron por la violenta reacción de Nicolás I de Rusia contra las revoluciones de 1848 tras la que el Imperio ruso comenzó a ser conocido como «el gendarme de Europa».
Tras la revolución de 1848 en Francia se comenzó a empezar a hablar de una guerra de liberación de Polonia que se opinaba era esclavizada por los rusos. La percepción francesa de Rusia no mejoró cuando llegaron noticias de la intervención zarista en Moldavia y Valaquia para aplastar la revolución rumana. Los liberales rumanos habían intentado oponerse a los gobernantes prorrusos instaurados en 1834. La oposición se centró primero en las asambleas de boyardos, pero las tropas rusas habían hecho fracasar el proyecto. Lo hizo aparentemente en servicio del sultán, pero de modo principal para proteger los intereses rusos, pues el gobierno turco dejaba el campo libre al control de los principados por Rusia.
La proclamación de la independencia de Hungría en abril de 1849 que dividió en dos al Imperio austriaco fue de primordial importancia para el equilibrio europeo. En Rusia, cuya política exterior estaba dirigida por el zar cuya preocupación era la modificación radical del estatuto territorial en Europa Central y atajar el peligro de una sublevación en Polonia.
Félix de Schwarzenberg no se decidía a solicitar el apoyo de Rusia porque temía la petición rusa de compensaciones. Pero el gobierno ruso envío un ejército de 150 000 soldados sin pedir contraprestación alguna. La campaña militar en Hungría constituyó una medida preventiva que impedía la propagación de la rebelión a Polonia.
Los rebeldes húngaros intentaron conseguir la ayuda de Gran Bretaña, pero Lord Palmerston creía respecto al hundimiento del Imperio austriaco que:

(...) sería imposible reemplazar a Austria por pequeños estados y si el Imperio de los Habsburgo perdiese a Hungría, los países austriacos serían pronto absorbidos por Alemania y la expansión rusa en los Balcanes no tendría contrapeso.

## La guerra de Crimea
En 1774 se había firmado el Tratado de Küçük Kaynarca según el cual el Imperio otomano reconocía al Imperio zarista como protector de las libertades religiosas de los cristianos ortodoxos que vivían en el Imperio. Por otra parte, las libertades de los cristianos católicos estaban aseguradas por Francia. Pero tanto cristianos ortodoxos como católicos eran ante todo súbditos del sultán por lo que existía un problema de autoridad del que surgieron muchas fricciones.
El 28 de febrero de 1853 el zar Nicolás I envió a Constantinopla al embajador Aleksandr Serguéyevich Ménshikov que exigió al sultán una solución de la Cuestión de los Santos Lugares que enfrentaba al credo ortodoxo con el católico y una convención que reconociese el protectorado religioso ruso sobre las poblaciones ortodoxas del imperio. Pretendía incluso, el 13 de mayo, imponer por medio de un ultimátum, un tratado de alianza.
La única explicación a estas imposiciones hay que buscarla en los cálculos políticos. Nicolás I, tras el papel desempeñado en las revoluciones de 1848 creía en la preponderancia de la política rusa. El gobierno ruso consideraba improbable una colaboración franco-inglesa, pero contrariamente a las previsiones del zar, la política rusa se enfrentó con la resistencia conjunta de Francia y Gran Bretaña. Tras conocer la resistencia franco-inglesa, Nicolás I podía haber renunciado a sus proyectos, pero no lo hizo por una cuestión de prestigio; además no tenía claro que la coalición franco-inglesa se llevará a efecto.

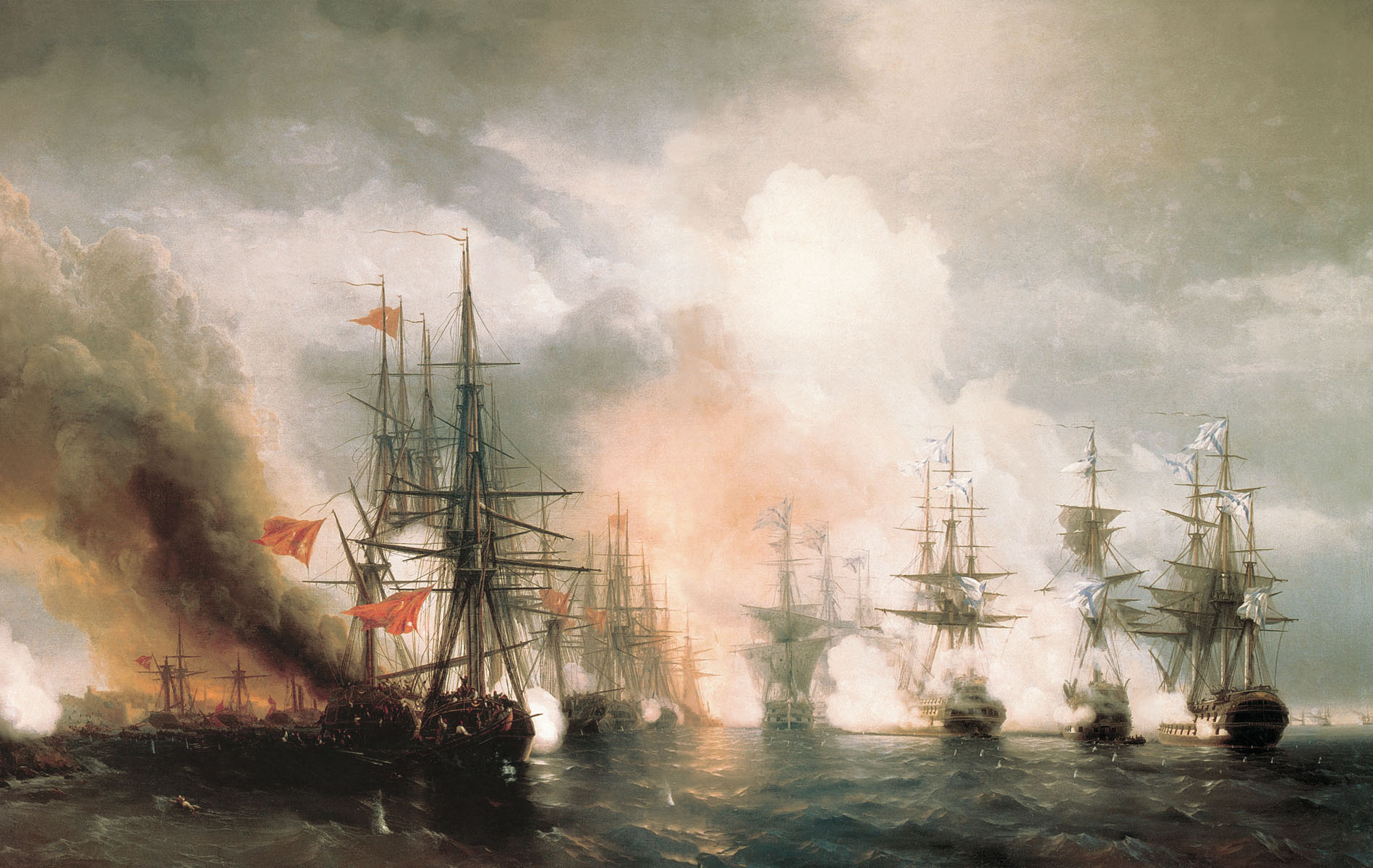
La batalla de Sinope. Obra de Iván Aivazovski.

Estos países intentaron frenar a Rusia por la vía diplomática y se iniciaron conversaciones en Viena, pero el 30 de noviembre tuvo lugar la batalla de Sinope donde la flota rusa venció a la otomana.
La prensa occidental exageró las bajas otomanas llamando a la batalla como “la matanza de Sinope” lo que conmocionó a la opinión pública lo suficiente como para que poco después Francia y el Imperio británico declarasen la guerra al Imperio ruso.
Cuando el 4 de octubre de 1853 se iniciaron las hostilidades entre el Imperio ruso y el Imperio otomano, la entrada de las flotas francesas e inglesas en el mar Negro abrió el conflicto armado entre las grandes potencias.
Las potencias occidentales habían discutido sobre varias opciones contra Rusia. Se pensó en arrojar a los rusos de los Principados del Danubio, pero una epidemia de cólera impidió su realización; se pensó en la ocupación de las islas Aland en el Báltico para amenazar a San Petersburgo, pero un primer golpe de mano falló. Finalmente se decidió atacar Sebastopol, en Crimea, lo que permitía proteger al Imperio otomano arrebatando a Rusia los medios de acción en el mar Negro.
Gran Bretaña y Francia sabían que la única esperanza de victoria era realizar una guerra corta porque no podían penetrar en el territorio ruso en profundidad. Pronto intentaron buscarse aliados, en primer lugar con Suecia que declinó la invitación de entrar en la coalición. Después se pensó en Prusia y Austria, sobre todo en esta última que tenía intereses en los Balcanes.
Austria deseaba que Rusia refrenase sus pretensiones en los Balcanes y el gobierno vienes, con el presidente del Consejo Alejandro Bach a la cabeza, pensaba que era la oportunidad de romper con la política rusa, pero hombres influyentes como Joseph Radetzky criticaban la posibilidad.
El 25 de octubre de 1854 tuvo lugar la batalla de Balaclava y días después se comenzó el asedio de Sebastopol. El asedio siguió sin avanzar demasiado, pero el día 5 de noviembre, la batalla de Inkerman terminó con una importante derrota rusa. Días después caía Sebastopol en poder de los aliados.
Finalmente el Imperio austriaco llegó a la conclusión de que debían aprovechar la guerra de Crimea para repartirse la influencia de los Balcanes con Rusia para lo que era necesario amenazar a Rusia con una intervención e incluso ordenar la movilización, pero no entrar en la guerra con lo que bastaría para que Rusia abandonase sus proyectos balcánicos y desocuparan los Principados del Danubio.

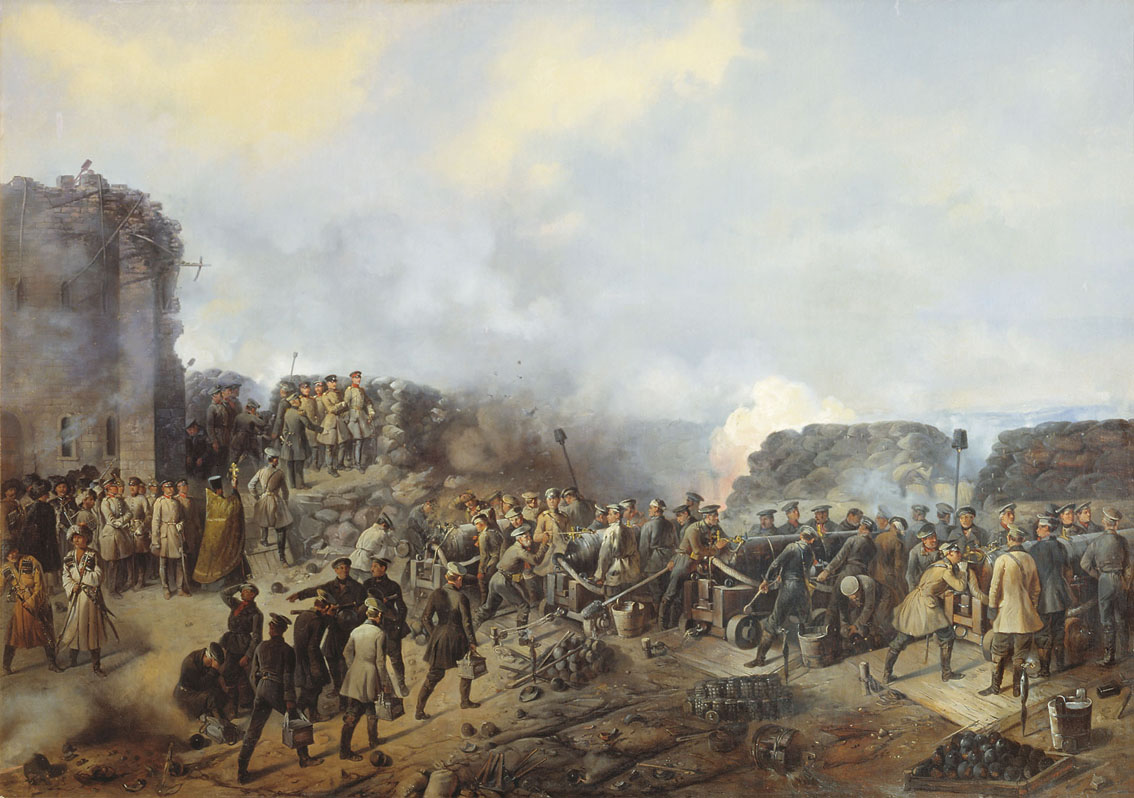
El Asedio de Sebastopol. Obra de Grigoryi Shukaev.

Para presionar a Austria, Gran Bretaña y Francia aceptaron la participación en la guerra del Reino de Cerdeña a cambio de su ayuda en la cuestión italiana. No obstante, dudaron sobre otras maneras de presionar en Viena en caso de que Austria se abstuviera de ayudarlos. En Viena comprendieron las consecuencias que podían tener su neutralidad por lo que tras la caída de Sebastopol envío un ultimátum a Rusia (16 de diciembre de 1855). Un mes más tarde el nuevo zar, Alejandro II se resignó a aceptar la paz.
La derrota rusa tuvo importantes consecuencias en la Cuestión Oriental. Por el Tratado de París del 30 de marzo de 1856 Rusia perdió las ventajas adquiridas en los tratados anteriores y ya no podría ejercer un protectorado sobre los ortodoxos ni una influencia preponderante sobre los Principados Danubianos, ya que el tratado ponía al Imperio otomano bajo la garantía colectiva de las potencias signatarias.
La parte más importante del acuerdo de paz fue la neutralización del mar Negro. Esto significaba que ni el Imperio otomano, ni el Imperio ruso, ni ninguna otra potencia podían mantener una flota de guerra en el mar Negro ni tampoco instalar bases en sus orillas. Por tanto, el Imperio ruso no podía reconstruir su armada sin incumplir los tratados y ser motivo de guerra. Los franceses o ingleses tampoco podían acceder el mar Negro en tiempos de paz, pero seguirían dominando el Mediterráneo. Otros puntos del tratado imponían un gobierno autónomo en los Principados Danubianos, pero bajo soberanía otomana.

## Influencia francesa en Oriente Próximo
Entre noviembre de 1854 se concedió a Ferdinand de Lesseps la concesión de una licencia para comenzar a construir un canal en Suez que comunicase el mar Mediterráneo con el mar Rojo.
Lord Palmerston se mostraba hostil a su construcción, ya que opinaba que podía convertirse en un «Segundo Bósforo» o en el «Gibraltar Egipcio» y ni siquiera la rebelión de los cipayos, en la que la llegada de refuerzos ingleses a la India se vieron retrasados, lograron hacerle cambiar de opinión.

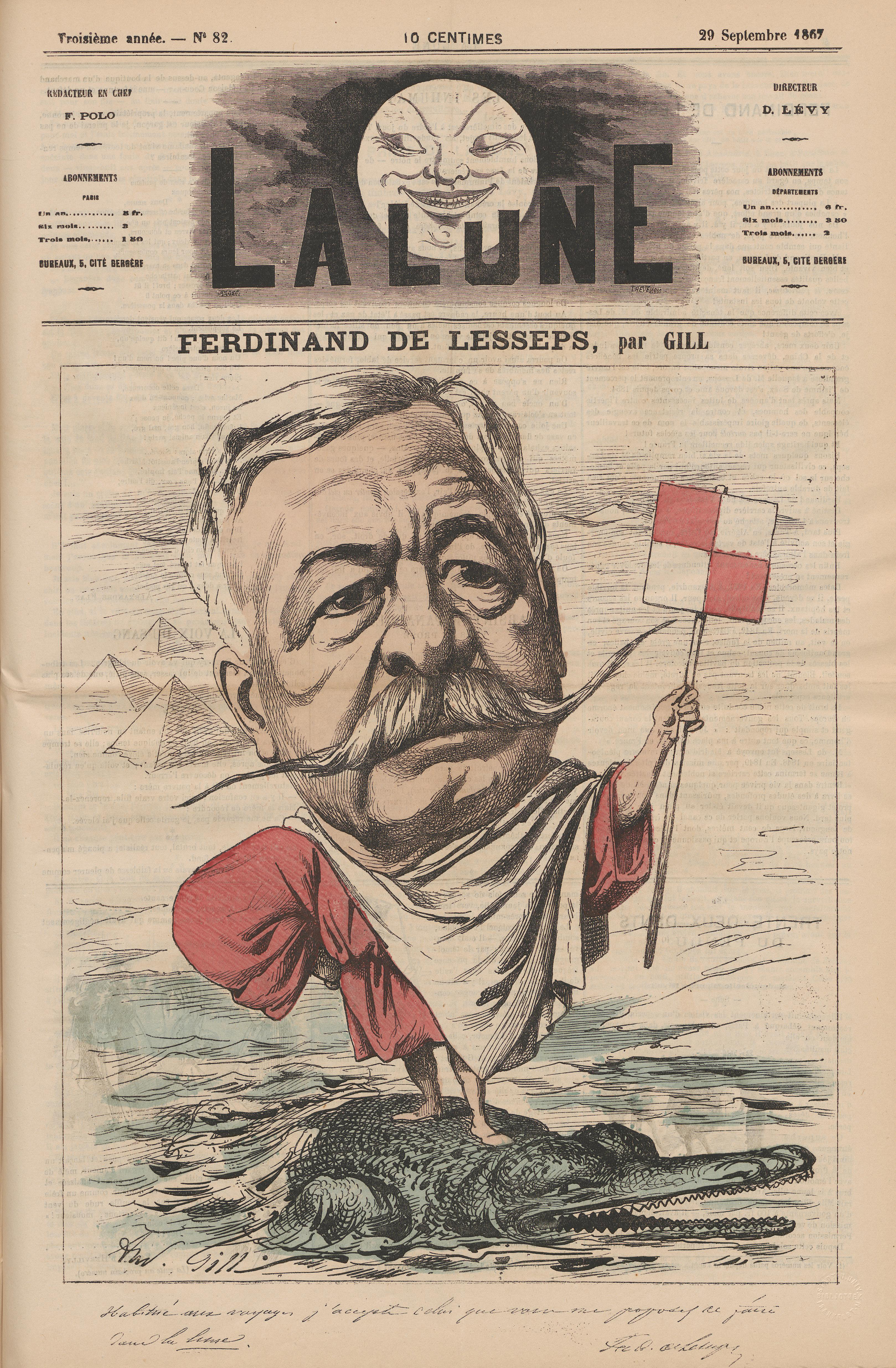
Caricatura en la revista La Lune, que muestra a Ferdinand de Lesseps y su proyecto de construcción del Canal de Suez.

Por su parte, Napoleón III dio a Lesseps un apoyo muy reservado, pues temía provocar tensiones con el Imperio británico en un momento en el que la Guerra de Crimea aún no había acabado.
En noviembre de 1862, con las obras del canal muy avanzadas, el gobierno británico asumió que el canal se construiría por lo que sus esfuerzos se basaron en negociaciones con el gobierno francés. De esta forma, en 1864 se solicitó a Napoleón III que la Compañía de Suez se comprometiese a no establecer una colonia extranjera en la zona y que no fortificaría sus orillas. El objetivo de Gran Bretaña es que el control francés sobre el canal fuera solo financiero.
Finalmente la construcción del canal se terminó en 1867, aunque la inauguración oficial se realizó el 17 de noviembre de 1869 con la presencia de la emperatriz Eugenia de Montijo.
La política francesa en Oriente Próximo no se centró solamente en Egipto, sino que intervendría en 1860 en Siria por motivos religiosos. Oficialmente, Francia era protector de los habitantes católicos del Imperio otomano por lo que cuando en 1861 la rivalidad entre drusos y católicos maronitas provocó una matanza en la que perecieron 6000 maronitas y dos religiosos, y dos meses más tarde los árabes asesinaron a 5000 cristianos en Damasco, el gobierno de París tuvo motivos para intervenir en ayuda de las víctimas.
El verdadero motivo de la expedición, más allá de la cuestión religiosa, era ejercer presión sobre el sultán otomano en un momento en el que Abdülmecit I se negaba a aprobar el acta de concesión del jedive amenazándolo con favorecer la independencia de Siria y Líbano y establecer un nuevo imperio árabe a la cabeza de la cual pondría a Abd al-Qádir.
El Imperio británico se alarmó por las perspectivas que se abrían ante una nueva política oriental francesa, pero el Imperio ruso lo vio con buenos ojos siempre que se le permitiera ejercer los mismos derechos de protección sobre los ortodoxos. El Imperio británico finalmente propuso la reunión de una conferencia internacional en la que se decidió que Francia enviase una expedición, pero solo por la duración de seis meses. Finalmente, la expedición francesa desembarcó en agosto de 1860 y permaneció en suelo sirio y libanés hasta junio de 1861, consiguiendo del sultán un estatuto administrativo especial para Líbano que preveía el nombramiento de un gobernador cristiano y la designación de consejeros elegidos por los habitantes.

## La Conferencia de Londres de 1871
El zar Alejandro II de Rusia utilizó la guerra franco-prusiana para presentar una circular entre las potencias por la que revocaba los acuerdos sobre los estrechos. El 30 de octubre de 1870, Alexander Gorchakov anunció que Rusia: 

“no podía considerarse más tiempo ligada a las obligaciones del tratado del 30 de marzo de 1856 en cuanto restringen sus derechos de soberanía sobre el mar Negro”

William Gladstone no podía consentir que Rusia aumentara su poder naval, pero en Gran Bretaña la opinión estaba dividida, ya que en círculos económicos influyentes se recordaba que se había acordado con el zar la construcción de ferrocarriles al sur de Rusia por lo que la guerra podía ser económicamente ruinosa.
En el exterior tampoco estaban claro los apoyos, Abdülaziz I solo iría a la guerra con el apoyo del Imperio británico y del Imperio austrohúngaro, pero en este último, mientras que los húngaros eran hostiles a la política rusa, los checos no. Otto von Bismarck se mostró dispuesto a mediar y organizar una conferencia que obtuvo el beneplácito del gobierno inglés. La conferencia se inauguró el 17 de enero de 1871.
En la Conferencia de Londres (que terminó en marzo de 1871) las cláusulas sobre el mar Negro fueron derogadas, pero Gran Bretaña modificó las normas tradicionales de los estrechos. Los estrechos dejaron de estar cerrados a buques de guerra mientras el Imperio otomano estuviera en paz por lo que si el sultán se sentía amenazado podía pedir ayuda a los buques de guerra aliados. Puesto que el Imperio ruso no tendría una flota potente durante años, el Imperio británico seguiría siendo el poder naval dominante en el Mediterráneo.

## Guerra ruso-turca (1877-1878)

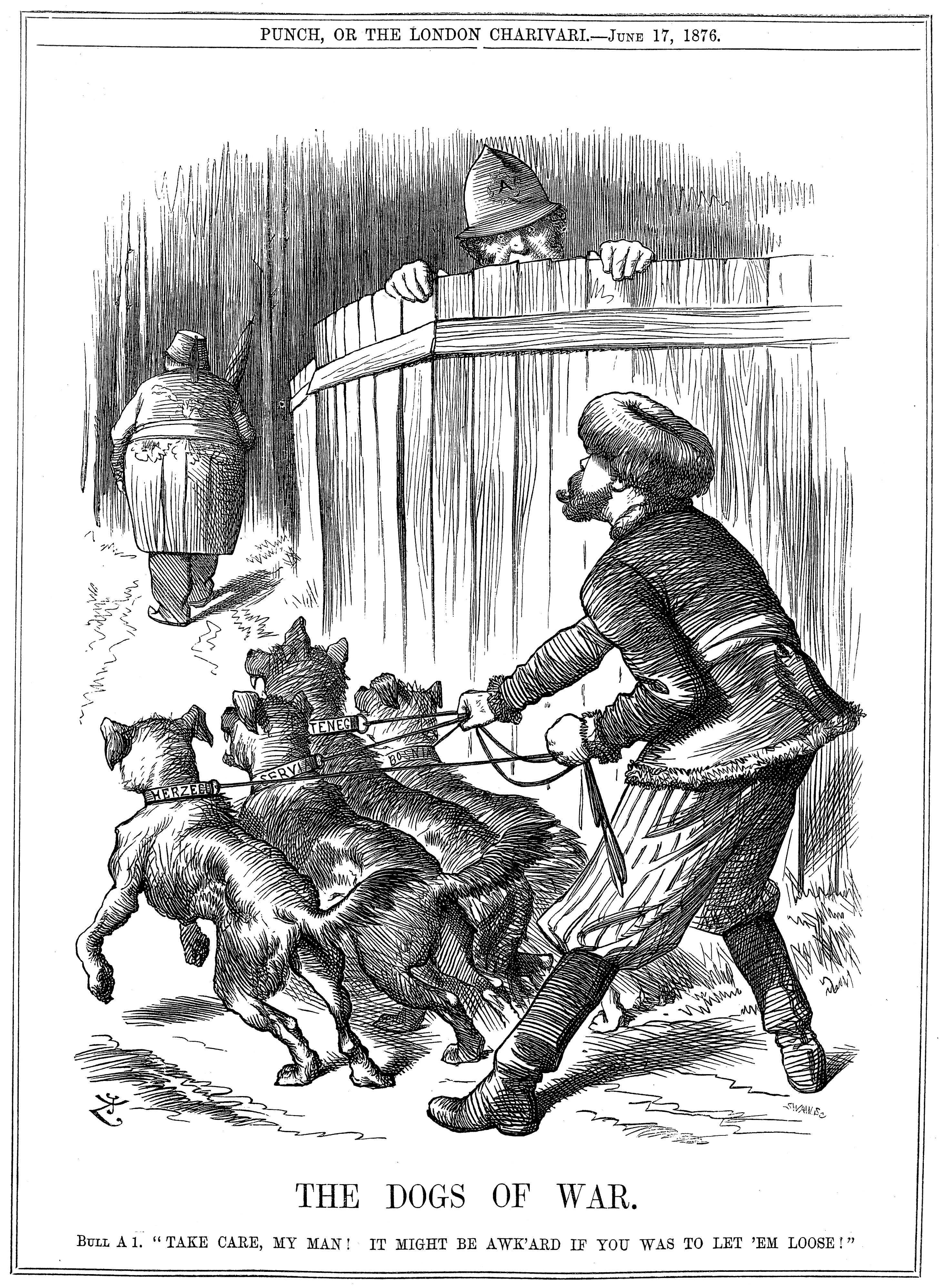
Ilustración de la revista Punch que muestra a Rusia deteniendo a los países balcánicos para que no ataquen al Imperio otomano en 1876.

El Imperio ruso siempre intento explotar los sentimientos paneslavos de los pueblos que se encontraban dentro del Imperio otomano para su propio interés y promovían la idea de que el zar era el líder natural de los pueblos eslavos. Aunque estas proclamas no tenían mucho éxito entre los polacos que se sublevaron contra el poder zarista en 1863 en el Levantamiento de Enero ni entre los checos que se negaban a adoptar el alfabeto cirílico, lo cierto es que entre los pueblos eslavos del Imperio otomano se miraba hacia el Imperio ruso como un posible valedor de su independencia.
En 1875 comenzó una revuelta en Bosnia y Herzegovina contra el dominio otomano y varios voluntarios rusos se unieron a los serbios contra los turcos en aras de una guerra de liberación. Se extendió en primavera de 1876 a Bulgaria donde la represión fue inmediata y salvaje. Entonces, en 1876 Serbia y Montenegro declararon la guerra al Imperio otomano, pero el general ruso Mihail Grigorievich Chernaiev, quien dirigía el ejército aliado, fue derrotado lo que no fue impedimento para que comenzase una sublevación de cristianos ortodoxos en Bulgaria que fue sangrientamente reprimida por los turcos. Estimaciones modernas estiman en 30 000 las víctimas de la supresión.
La prensa difundió por toda Europa la crueldad de la represión y el Imperio ruso comenzó la movilización de sus tropas. William Gladstone dio comienzo a una campaña para que el gobierno conservador no prestara ayuda al Imperio otomano.
La crisis internacional comenzó cuando el 11 de noviembre de 1876 el zar Alejandro II de Rusia se declaró resuelto a ir a la guerra si las potencias no se decidían a intervenir contra el Imperio otomano. Una conferencia de embajadores en Constantinopla, en diciembre de 1876, estableció un plan de reformas según el cual búlgaros y bosnios obtendrían autonomía administrativa dentro del imperio. Abdul Hamid II promulgó una constitución y anunció la convocatoria de un parlamento en la que las poblaciones cristianas podían presentar sus reivindicaciones. Sin embargo, las potencias no se dejaron engañar y se dieron cuenta de que el gobierno turco no pensaba adoptar medidas aperturistas.
Rusia quería tomar en su control el movimiento de liberación eslavo, pero quería contar con ayuda exterior. Por su parte el Imperio austrohúngaro daba comienzo a su política Drang nach Osten y su objetivo sería vigilar la ruta de Salónica. Podría establecer su influencia en Bosnia y Herzegovina, pero recelaba del desarrollo de un movimiento eslavo en los Balcanes bajo el patronazgo de Rusia.
Ambos imperios se pusieron en contacto y llegaron rápidamente a un acuerdo. Gyula Andrássy aseguró la no intervención siempre que la guerra contra Turquía se luchara en los Balcanes orientales; Rusia recibiría Besarabia y el Imperio austrohúngaro Bosnia y Herzegovina; todos los estados de los Balcanes serían autónomos. Por tanto el 24 de abril, los rusos declararon la guerra a Turquía.
Tras fracasar las negociaciones el ejército ruso inició la guerra ruso-turca. El 24 de abril de 1877 las tropas rusas entraron en Rumania, con el consentimiento del gobierno de Bucarest, las tropas del general Mijaíl Dragomirov cruzaron sin oposición el Danubio el 1 de julio de 1887 y se adentrarón en Bulgaria.
En julio de 1877 el ejército turco, bajo el mando del general Osman Pasha, se fortificó en la ciudad de Pleven, situada en un importante nudo de comunicaciones en el norte búlgaro. El ejército turco, de 34 000 soldados, tenía que hacer frente a un ejército más numeroso de 84 000 soldados formado por rusos y rumanos. El poder artillero también estaba del lado aliado que poseía 424 cañones por solo 72 otomanos. Sin embargo, el ejército turco estaba liderado por buen general muy habilidoso, quien trabajó para fortificar Pleven de forma que creó un frente despejado donde el poder defensivo de las nuevas armas de retrocarga fuera devastador.
Los dos primeros asaltos, realizados en julio y agosto, supusieron un fracaso para las armas rusas que sufrió pérdidas numerosas. Los aliados decidieron dar un tercer asalto el día 11 de septiembre, al tiempo que Carlos I de Rumania llegaba para hacerse cargo del ejército. Se decidió atacar los reductos que se encontraban al este de la posición turca. El asalto había sido precedido por cuatro días de preparación artillera, pero que tuvo un pequeño efecto contra las posiciones turcas. Tras callar la artillería comenzó el avance de la infantería aliada, pero se produjo bajo una total confusión del mando aliado. El centro atacó tres horas antes de lo planificado y el flanco izquierdo aliado tuvo que retirarse con numerosas bajas.
Sin embargo, el ataque del flanco derecho tuvo éxito gracias a que Mijaíl Skobelev, quien debía realizar un ataque hacia los reductos al oeste de Pleven que sirviese de apoyo y distracción para el ataque principal contra Grivitsa, pudo desalojar a los turcos de los dos reductos y penetrar en la ciudad.
A pesar del éxito, la situación de Skobelev era delicada, ya que había perdido muchos hombres en los ataques y era susceptible a un contraataque turco. Mijaíl pidió refuerzos, pero le fueron negados al mismo tiempo que Osman Pasha se daba cuenta de la importancia de recuperar los reductos.
El día 12, los turcos realizaron repetidos ataques contra las posiciones aliadas con el objetivo de recapturar los reductos. Durante el segundo intento, las líneas rusas estuvieron a punto de colapsarse, pero Skobelev apareció sobre su caballo entre las tropas y los turcos pudieron ser expulsados. Finalmente, en la tarde del día 12 Skobelev no tuvo otra alternativa que retirarse de los reductos.
A finales de noviembre de 1877, la ciudad de Pleven tuvo finalmente que rendirse ante la imposibilidad de resistir más.
Mijaíl Skobelev lideró el ataque al paso de Shipka y obligó al ejército otomano de Suleiman Pasha a rendirse capturando 36 000 soldados y 90 cañones. El 8 de enero se apoderó de Adrianópolis y tras dar un breve descanso a sus tropas continuó su avance hacia Constantinopla. En febrero, las tropas rusas de Skobelev se encontraban ya en San Stefano a solo 12 km de Estambul y el Imperio otomano se vio obligado a pedir un armisticio que el alto mando ruso no parecía tener mucha prisa en concederles.
Hasta el sitio de Pleven, Rusia no había encontrado oposición externa, pero tras tomar la ciudad el Imperio británico y el austrohúngaro se alarmaron. Benjamin Disraeli comunicó a Alejandro II que el Imperio británico no consentiría la ocupación de Constantinopla y Gyula Andrássy, el 15 de enero de 1878, exigió al zar que no impusiera a Turquía condiciones de paz antes de consultar a otras potencias. Ante tales amenazas se firmó el armisticio el 31 de enero de 1878.

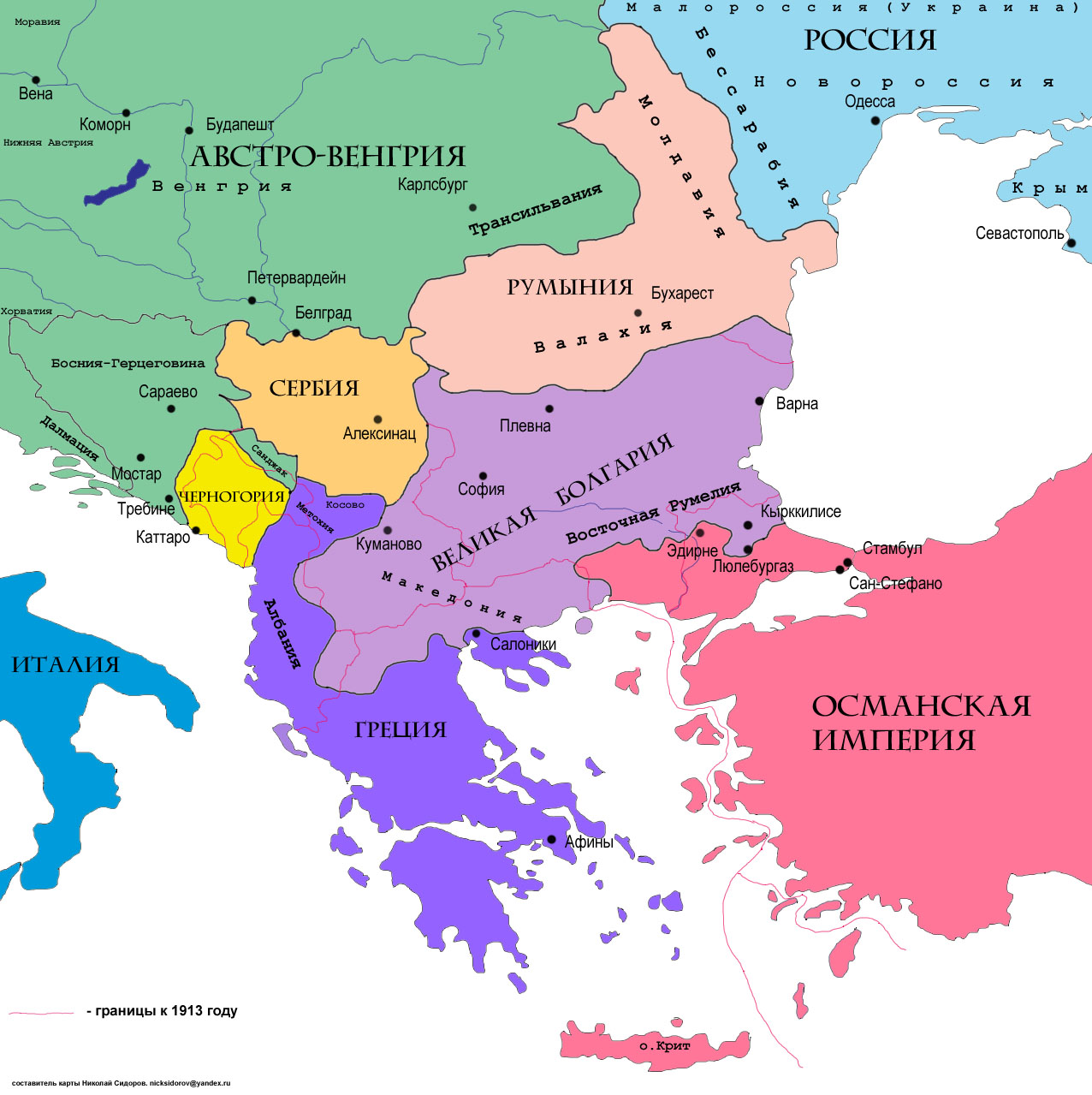
Fronteras fijadas por el Tratado de San Stefano.

A pesar de firmar el armisticio, el Imperio ruso trató de imponer condiciones de paz a Turquía sin que intervinieran otras potencias por lo que Gran Bretaña amenazó con enviar a Constantinopla una escuadra. El 28 de enero, asimismo, el Imperio austrohúngaro anunció la movilización de sus tropas.
Finalmente, el Imperio ruso y el Imperio otomano firmaron el Tratado de San Stefano por el que se creaba un estado autónomo, Rumelia, al sur de Bulgaria. La creación de este estado levantó las suspicacias del resto de potencias porque se creía que sería un satélite del Imperio ruso. Serbia, Montenegro y Rumania recibían por su parte la independencia.
Pero el Tratado había ido más lejos de lo que las potencias podían permitir. El Imperio austrohúngaro vio como los acuerdos alcanzados no se respetaban mientras que el Imperio británico temía por la dominación rusa del Imperio otomano.
El 1 de abril de 1878 Robert Gascoyne-Cecil mandaba una circular a todas las potencias en las que declaraba que Rusia había ido demasiado lejos y que los acuerdos el Tratado de San Stefano debían ser sometidos a revisión en un congreso. El envío de una flota inglesa a Constantinopla hizo entender al Imperio ruso que debería rebajar sus pretensiones. En Viena, Gyula Andrássy consideraba una deslealtad al Tratado de San Stefano por lo que también apoyo la iniciativa británica.
El Imperio alemán ofreció su mediación diplomática para que la tensión no aumentase. El Imperio ruso no tuvo más remedio que aceptar la celebración de un congreso que tendría lugar en Berlín. El congreso de Berlín se inauguró el 13 de junio de 1878 y terminó un mes después (13 de julio). Por el Tratado de Berlín, Rusia conservaba Besarabia; Bulgaria vio reducida su tamaño mientras que Rumelia volvía a manos turcas. El Imperio austrohúngaro ocuparía Bosnia y Herzegovina, pero no lo anexionaría. Serbia, Rumania y Bulgaria eran, finalmente, plenamente independientes. La Cuestión Oriental no quedó resuelta, lo que se consiguió es que la decadencia del Imperio otomano no envolviera a ninguna potencia en una guerra con los demás por el reparto de sus territorios.

## La crisis balcánica de 1908

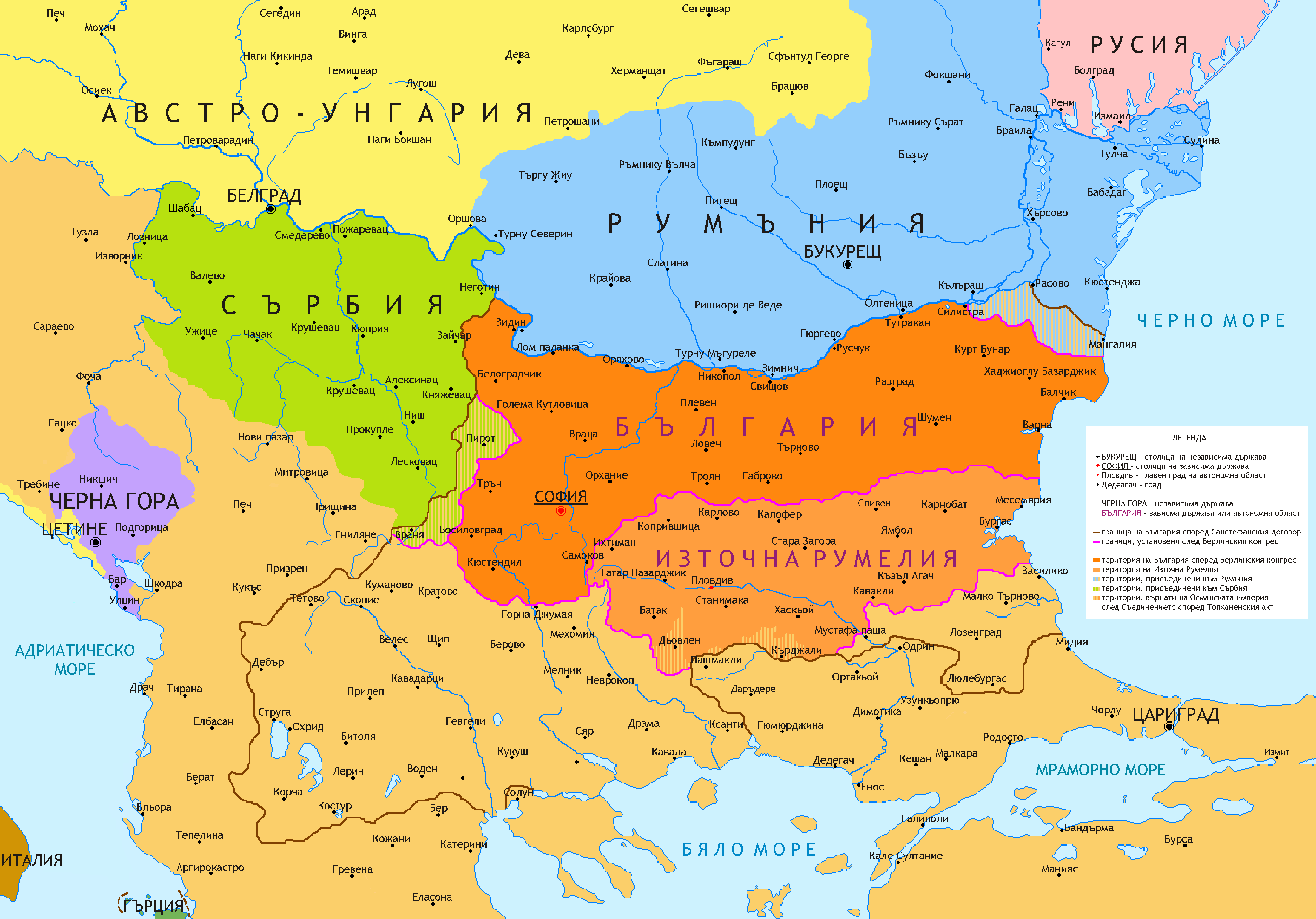
Fronteras fijadas por el Congreso de Berlín.

Tras el Tratado de Berlín otras dos potencias (Reino de Italia y Segundo Imperio alemán) se sumarían a aquellos que ambicionaban apoderarse de tierras del Imperio otomano. A los progresos del Imperio austrohúngaro y ruso se habían sumado el asentamiento del Imperio británico en Egipto (1882) y la conquista francesa de Túnez (1881).
Italia buscaba aumentar su influencia en Montenegro y lograr el dominio en el Adriático y en el mar Jónico lo que provocó la guerra de Tripolitania (1911-12) con la ocupación de Trípoli que consumaba el fin del Imperio otomano en África.
Alemania por su parte pretendía tutelar al Imperio otomano y arrebatarle el dominio de Asia. Con tales directrices se había iniciado una amplia inversión por parte de negociantes, industriales y financieros alemanes y sus oficiales se encargaban de reorganizar el ejército otomano y sus ingenieros emprendieron la construcción de un ferrocarril hacia Bagdad.
Mientras los países balcánicos, una vez independientes del Imperio otomano se enfrentaban a realizar sus proyectos de estado. Estos estados se consideraban inconclusos y así Rumanía echaba en falta Besarabia que estaba en manos rusas y Transilvania que estaba en manos austrohúngaras; Serbia soñaba con la Gran Serbia cuyas frontera incluían Croacia, Bosnia y Herzegovina, Montenegro y Dalmacia; los griegos, rememorando el Imperio Romano de Oriente, aspiraban a llevar a cabo la Gran Idea con la incorporación de Tracia —con Salónica— Creta, las islas y las orillas del Egeo; Bulgaria soñaba, por su parte, con una Gran Bulgaria que incluyese Rumelia, Tracia —con Salónica— y Macedonia.
La posesión de Macedonia enfrentaba a serbios, griegos y búlgaros. Tales ambiciones condujeron a los Balcanes a una serie de crisis la primera de las cuales estalló en 1908.
El origen de la crisis balcánica de 1908 se remonta a 1903. La política de Milan Obrenović, atenuada en el reinado de su hijo Alejandro Obrenović había colocado desde 1882 a Serbia a la sombra del Imperio austrohúngaro a pesar de los reparos del partido radical y de la oficialidad del ejército. La sociedad secreta Mano Negra asesinó a Alejandro I y a su esposa Draga Mašin y auparon al trono a Pedro Karadjordjevic. El nuevo rey dio poder a los radicales y de inmediato la propaganda evocando a la Gran Serbia se difundió por el país.
Este nacionalismo serbio resultaba preocupante para el Imperio austrohúngaro, ya que favorecía un movimiento de insurrección en Bosnia y Herzegovina. Si esta llamada a la insurrección era preocupante, peor fue cuando en octubre de 1905, los jefes de la minoría serbia en territorio de los Habsburgo se pusieron en contacto con croatas y eslovenos con el objetivo de crear una solidaridad yugoslava.
Para intimidar a la agresiva política serbia, Viena había recurrido a la guerra económica por medio de prohibiciones de importaciones que terminó agravando la situación al causar el rencor de los campesinos serbios. Alois Lexa von Aehrenthal, ministro de Exteriores austrohúngaro pensó en arreglar la situación por la fuerza.

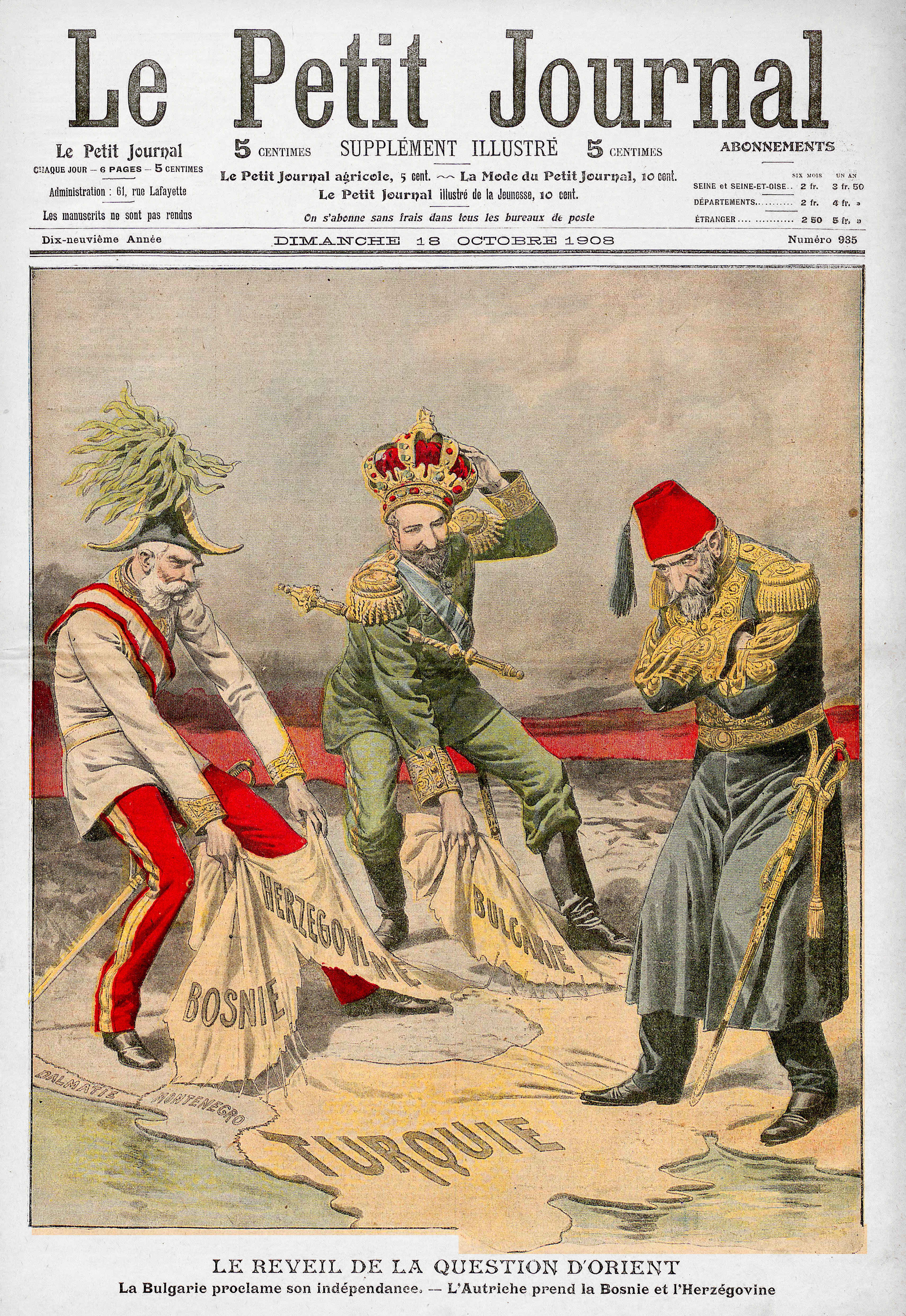
Ilustración de la revista Le Petit Journal sobre la crisis de Bosnia: Bulgaria declara su independencia y su príncipe Fernando I de Bulgaria es nombrado zar, Austria-Hungría, en la persona del emperador Francisco José I de Austria, se anexiona Bosnia y Herzegovina, mientras que el sultán otomano Abdul Hamid II mira impotente.

El 16 de septiembre de 1908, von Aehrenthal invitó a Buchlau (Moravia) a Aleksandr Izvolskij, canciller del Imperio ruso y le prometió todo el apoyo de Austria-Hungría a la vieja reivindicación rusa de utilizar libremente los estrechos, ya que, después de la caída de Port Arthur, en la guerra ruso-japonesa, el Imperio zarista quería trasladar la mayor parte de la flota del Mar Negro. A cambio, Aehrenthal obtuvo la seguridad de que Rusia no se opondría a su anexión de Bosnia-Herzegovina. Cuando los resultados del encuentro de Buchlau llegaron a San Petersburgo, el zar se indignó, ya que junto a la anexión de Bosnia-Herzegovina, los acuerdos significaban la renuncia de Rusia a los Balcanes, ya que los serbios y otros pueblos eslavos verían como una traición la aceptación de la anexión.
De este modo, el 5 de octubre de 1908, el Imperio austrohúngaro anunció la anexión de Bosnia y Herzegovina. Rusia se vio en la obligación de protestar, para salvar su reputación como salvaguarda de los pueblos eslavos y llegó inclusive a movilizar a su ejército en diciembre de 1908, aunque no estaba en condiciones de ir a la guerra y ni Gran Bretaña ni Francia apoyaron al Imperio zarista.
Al día siguiente, 6 de octubre de 1908, Fernando, príncipe de Bulgaria y gobernador de Rumelia Occidental se declaraba formalmente independiente, proclamándose zar.
La crisis de Bosnia terminó con el éxito del Imperio austrohúngaro y con la humillación rusa, pero las consecuencias fueron que San Petersburgo se convenció de que el Paneslavismo estaba destinado a chocar con el II Reich e incluso Nicolás II de Rusia llegó a expresar públicamente: 

“Hay que prepararse, porque en el futuro será inevitable el enfrentamiento con los alemanes” 

## Las Guerras Balcánicas
Tras el alzamiento de los Jóvenes Turcos en la Macedonia turca en julio de 1908 y el derrocamiento del sultán Abdul Hamid II, por un golpe de Estado (abril de 1909) y las subida al trono de Mehmed V dio comienzo una época en la política otomana caracterizada por las reformas liberales, lo que dieron esperanza a los ortodoxos que vivían en los territorios europeos que aún formaban parte del Imperio otomano, pero estos habitantes tuvieron que desengañarse porque la política turca hacia ellos siguió siendo la misma.
En 1911, el Imperio ruso se mostró dispuesto a apoyar al Imperio turco y formar una federación balcánica asociada al Imperio otomano, pero había pedido para ello una revisión del Tratado de los Estrechos, que facilitara el paso de los navíos de guerra rusos, aunque las grandes potencias no permitieron dicho acuerdo.
Entonces decidió apoyar a los países balcánicos contra los turcos, con miras de liberar a las poblaciones cristianas de Macedonia. 
La alianza firmada por serbios y búlgaros el 13 de marzo de 1912 y entre griegos y búlgaros el 29 de mayo de 1912 fue en gran parte obra de Rusia. Los otomanos fueron en parte los responsables de la formación de la alianza a causa de la violenta represión de los levantamientos de Macedonia, excesos que habían provocado una revuelta entre los albaneses que llegaron a ocupar Skopie y degollar a los oficiales turcos en Peć. De esta revuelta nació una incipiente Albania formada por las provincias de Skutari, Janina, Monastir y Kosovo que sería también una tentación para los aliados que planearon repartirse sus territorios.
El 8 de octubre de 1912 Montenegro inició las hostilidades contra un Imperio otomano debilitado que aún luchaba contra los italianos en la Tripolitania y que además, desde la llegada de los Jóvenes Turcos al poder, se había realizado un purga en el cuerpo de oficiales, expulsando del ejército a todos aquellos que podían ser acusados de ser partidarios de Abdul Hamid II, de haberse beneficiado de promociones arbitrarias o de ser viejos o carentes de preparación, por lo que el ejército otomano solo tenía 12 024 oficiales para mandar a un ejército de 336 472 soldados.
El 17 y 18 de octubre y con el beneplácito ruso, Bulgaria, Grecia y Serbia se sumaron a la guerra estallando la primera guerra balcánica.
En tres semanas, los aliados liberaron Macedonia. Los ejércitos griegos y búlgaros se encontraron en Salónica, mientras otro ejército búlgaro se encontraba ya a las puertas de Constantinopla.

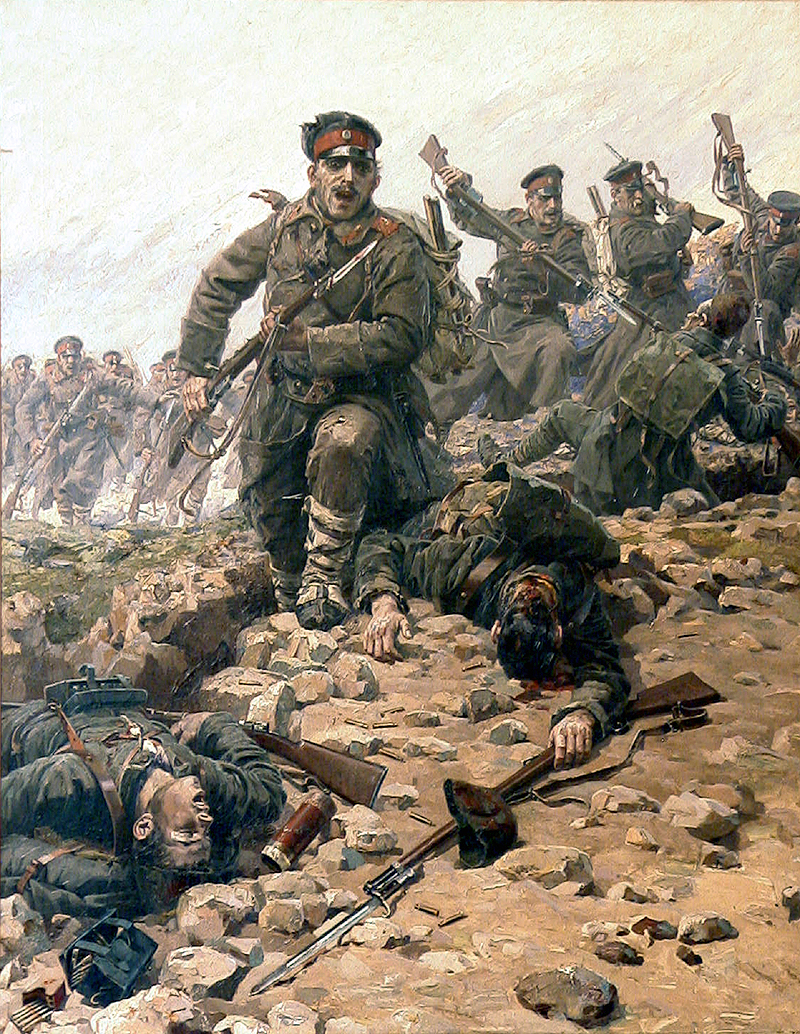
Los búlgaros toman las posiciones otomanas durante las Guerras Balcánicas. Obra de Yaroslav Veshin.

El 4 de diciembre de 1912 por iniciativa de Raymond Poincaré se forzó a los países beligerantes a respetar un armisticio que inmovilizó a las tropas en sus posiciones; el día 13 de dicho mes se iniciaron en Londres las negociaciones por la paz a la que acudieron representantes de todos los países en litigio. Pero las peticiones de los aliados balcánicos pronto se volvieron desmesuradas. Exigían la entrega de Edirne, Janina y Skutari que se encontraban en manos turcas. La indignación por las peticiones aliadas despertó en Constantinopla una ola de protestas que terminó el 23 de enero de 1913 con el asesinato del ministro turco de Guerra, Nazim Pasha y un golpe de Estado que aupó al poder a Talat Pasha como ministro de Interior, Cemal Pacha como gobernador militar de la capital y a Enver Pacha como ministro de la Guerra y jefe del Estado Mayor.
Las negociaciones fueron estériles y la lucha se reanudó el 3 de febrero de 1913. En esta segunda parte de la contienda los griegos se apoderaron de Quíos, Samos y Lesbos. Janina mantuvo su resistencia hasta el 6 de marzo de 1913 y Edirne fue tomada por un ejército búlgaro bajo el mando de Georgi Khristov Ivanov. Los montenegrinos, por su parte, tomaron la ciudad de Skutari.
El gobierno austrohúngaro sabía que la guerra balcánica solo podía perjudicarle así que decidió intervenir indirectamente. Su primer movimiento fue la ocupación del sanjacado de Novi Pazar con el objetivo de cerrar el Adriático a los serbios, pero además concedió la independencia a Albania, gesto que fue respaldado por el Reino de Italia. Serbia retiró rápidamente tropas del frente turco y las dirigió contra Albania, pero Franz Conrad von Hötzendorf movilizó al ejército austro-húngaro y amenazó con entrar en la guerra. El Imperio ruso también movilizó a sus tropas, decidida a someter los Balcanes a su influencia por medio de las armas si hiciera falta.
El Imperio alemán y El Imperio británico fueron las potencias que convencieron a Rusia y Austria-Hungría de lo poco adecuado que era una guerra generalizada para la que ninguno de ellos estaba preparado.
La solución llegó cuando, derrotado en todos los frentes, el Imperio otomano solicitó un armisticio que fue acordado el 16 de abril de 1913. Las negociaciones tuvieron lugar otra vez en Londres y se perfilaba que Salónica permaneciera en manos griegas, Bulgaria ganaría una salida al mar Egeo; alemanes e italianos habían conseguido la creación de una Albania independiente con el fin de alejar a Serbia del Adriático; el Imperio otomano, por su parte, quedaba reducido en Europa a Constantinopla y a los estrechos de los Dardanelos.
La alianza balcánica quedó mal parada tras el reparto del botín de modo que surgieron pronto desavenencias entre los aliados siendo el principal el reparto de Macedonia. Griegos y búlgaros discutían por Salónica que estaba además ocupada por los dos ejércitos, los búlgaros además exigían una salida amplia al mar Egeo, aunque Grecia parecía dispuesta a transigir y ceder la zona de Serre y Drama con el puerto de Dedeagach, pero respecto a Salónica era intransigente. La tensión entre serbios y búlgaros también era importante, ya que privados de una salida al Adriático, los serbios querían aumentar sus ganancias en Macedonia y reclamaban Monastir y Ohrid, en primer momento otorgadas a los búlgaros, pero ocupadas por los serbios.
Los otomanos, por su parte, contemplaban con satisfacción las discordias entre los aliados, ya que esperaban poder tomarse su desquite. Entre mayo y junio de 1913 Serbia, Grecia y Montenegro firmaron un acuerdo contra su antigua aliada Bulgaria.
Bulgaria recusó el arbitraje ruso y abrió las hostilidades contra sus antiguos compañeros. La noche del 28 al 29 de junio de 1913, sin previo aviso, las tropas del general búlgaro Michel Sávov atacaron a los serbios en la región de Gevgelija (Macedonia), y al siguiente atacaron a los griegos en Serre, junto a Salónica. La orden del ataque del ataque había partido de Estado Mayor búlgaro por instigación del zar Fernando y ni siquiera había tenido notificación de ello el presidente del Congreso, Stoyan Danev, que dimitiría poco después.
Repuestos de la sorpresa inicial tanto serbios como griegos detendrían los ataques búlgaros. En Salónica, donde aún permanecían los dos ejércitos, entre el 28 de junio y 1 de julio se produjeron duros combates en las calles de la ciudad, llegando a usar los griegos artillería pesada contra la ciudad.
El mando búlgaro había confiado demasiado en sus propias fuerzas; fue derrotado por serbios y griegos y vio como el ejército rumano abría fuego contra ellos. Bajo la amenaza de ser aplastada, Bulgaria pidió la paz. El reparto de Macedonia, efectuado en el Tratado de Bucarest el 10 de agosto de 1913 se realizó en beneficio de Serbia y de Grecia mientras que Bulgaria solo tuvo un pequeño aumento territorial; y se vio obligada a ceder Silistria a Rumania y Adrianópolis a Turquía.

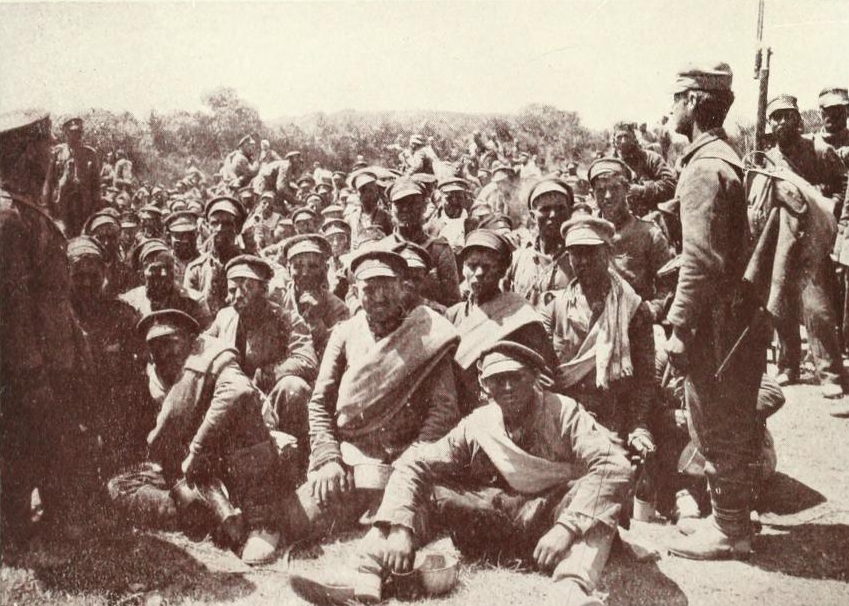
Prisioneros búlgaros durante la segunda guerra balcánica.

Esta crisis balcánica amenazaba con provocar entre el Imperio austrohúngaro y el Imperio ruso una guerra que no podía dejar de convertirse en europea. Lo que preocupaba a Viena no era solamente la perspectiva de que Rusia adquiriese una influencia determinante en los Balcanes sino que también temía la formación de una Gran Serbia que constituiría una amenaza para la seguridad del imperio al animar a sus minorías eslavas a la insurrección.
La diplomacia austrohúngara solo consiguió parcialmente apartar el peligro de la formación de la Gran Serbia. En 1912 se había apuntado un éxito al oponerse, mediante amenaza de guerra a la extensión del territorio serbio hasta el Adriático. Pero en junio de 1913 cuando pensó en intervenir en la segunda guerra balcánica a favor de Bulgaria se vio obligada a abandonar esta idea. En ambas ocasiones estaba dispuesta a llegar a la guerra contra Serbia y seguramente contra Rusia, pero el resultado de su amenaza fue distinto. En 1912 contó con el apoyo de Italia, que tampoco quería que Serbia tuviera acceso al Adriático, y de Alemania que quería apoyar al Imperio austrohúngaro. En julio de 1913, por el contrario, los aliados de Viena pensaban de manera totalmente distinta y apoyar a Bulgaria a expensas de Serbia y Rumania habría sido, según Guillermo II de Alemania, «una gran equivocación».}}
Giovanni Giolitti opinaba que: 

“Si Austria-Hungría actúa contra Serbia es evidente que el casus foederis no existe: es una acción que emprende por su cuenta, ya que nadie piensa atacarla”

Nicolás II de Rusia, por su parte, satisfecho por la victoria común de 1912, se sintió defraudado al no poder evitar, en junio de 1913 el conflicto entre unos estados que había pedido o aceptado su patronazgo. Aun así consiguió que Serbia, su más fiel cliente, ocupara en los Balcanes una posición de primera potencia y que el Imperio otomano perdiera casi todos sus territorios europeos en un momento en el que estalló en Siria un movimiento nacional árabe.

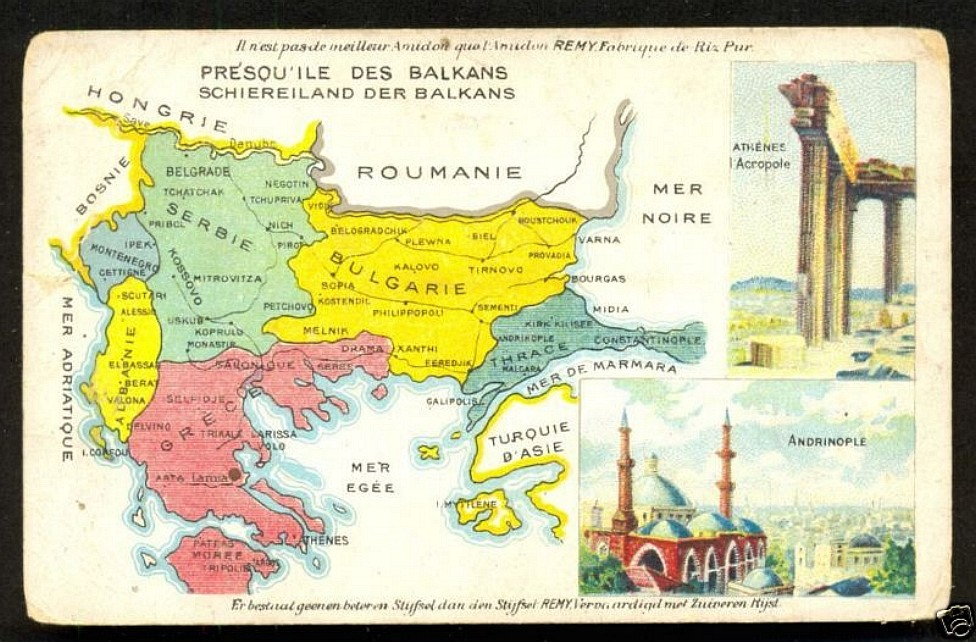
Fronteras en los Balcanes tras el Tratado de Bucarest.

Tras las guerras balcánicas el Imperio otomano había perdido prácticamente todos sus territorios europeos y no tenían poblaciones ortodoxas importantes en sus territorios por lo que la Cuestión Oriental quedó reducida al paso de los buques por los Estrechos.
Rusia y Austria-Hungría, no se conformaron con los resultados conseguidos. Ambos imperios intentaron seguir aumentando su influencia en los Balcanes, Rusia jugando la carta del Paneslavismo que colocaba ahora al Imperio austrohúngaro como el principal oponente de los eslavos y apoyaba la unificación de Serbia y Montenegro; mientras que el Imperio austrohúngaro se acercaba a Bulgaria, a fin de utilizarla como contención contra el expansionismo serbio.
Además, las guerras balcánicas, dieron lugar a una aceleración en la carrera armamentística que mantenían las diferentes potencias europeas. En 1913, el Imperio alemán, aprobó una importante ampliación del ejército. Como respuesta, Francia, implantó el servicio militar obligatorio de tres años y concedió un gran empréstito a Rusia para que acelerase la construcción de sus ferrocarriles occidentales, con los cuales podía acelerar la movilización de su ejército en un teórico enfrentamiento contra Alemania. Además, el Imperio británico concedió otro empréstito a Rusia para fabricar armamento y aseguró a Nicolás II que sus barcos podrían cruzar los estrechos sin trabas.

## Los grandes bloques

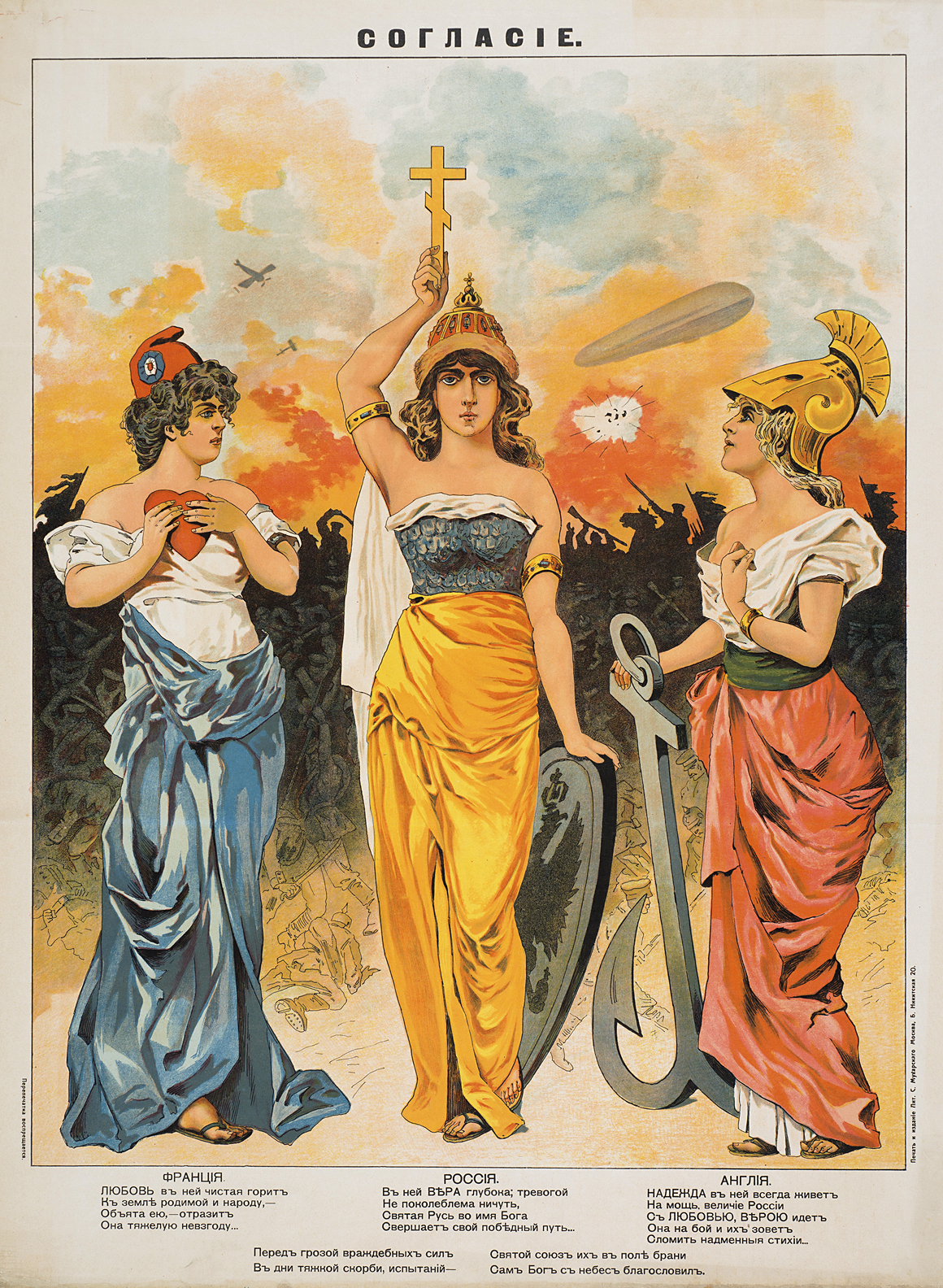
Cartel propagandístico en el que se muestran las personificaciones femeninas de Francia, Rusia y Gran Bretaña. En el centro, Rusia sostiene en alto una cruz ortodoxa, Britannia a la derecha con un ancla (en referencia a la Royal Navy y símbolo de la esperanza), y Marianne a la izquierda con un corazón (símbolo de la caridad). «La fe, la esperanza y la caridad». En el fondo escena de batalla, con hombres que luchan con armas de fuego y espadas, algunos a caballo. Por encima de ellos una explosión, un avión y un dirigible.

En 1910 la diplomacia alemana intentó separar a Rusia de Gran Bretaña. Con ocasión de una reunión entre Nicolás II de Rusia y Guillermo II de Alemania en Potsdam, el gobierno alemán propuso un acuerdo: Alemania se comprometía a no apoyar la política agresiva de los austrohúngaros en los Balcanes si Rusia prometía no apoyar una política hostil de Gran Bretaña hacia Alemania. Rusia respondió con buenas palabras, pero eludió todo compromiso. Solo aceptó un acuerdo en cuestiones relativas a ferrocarriles de Persia y Asia Menor en una negociación que terminó el 19 de agosto de 1911 con la firma de un acuerdo.
A principios de 1912 se iniciaron contactos diplomáticos entre Alemania y Gran Bretaña que tenían como objetivo poner fin a la carrera armamentística naval que había comenzado entre los dos países, Gran Bretaña quería que Alemania limitase sus fuerzas navales y como contrapartida estaba dispuesto a realizar compensaciones en el territorio colonial, pero Alemania presionó con la intención de terminar con la entente anglo-francesa. Las negociaciones no llegaron a buen puerto y el 22 de marzo de 1912 las negociaciones se rompieron.
Tras las guerras balcánicas quedaron fijadas las alianzas en dos grandes bloques antagonistas. Por una parte se encontraba la alianza austro-alemana, donde era muy importante saber hasta dónde estaría dispuesta a llegar Alemania para apoyar a su aliado en los Balcanes. Con anterioridad, Bismarck había refrenado en alguna ocasión las ansias austrohúngaras porque no se quería ganar la enemistad de Rusia. Bernhard von Bülow había abandonado este proceder en la crisis de 1908 y presionó para que Serbia no ganase un puerto en el Adriático tras las guerras balcánicas apoyando los intereses del Imperio austrohúngaro. El Tratado de los Tres Emperadores se había debilitado debido al choque de conflictos entre el Imperio ruso y el Imperio austrohúngaro en los Balcanes y en 1879, los gobiernos de Berlín y Viena habían firmado un nuevo tratado sin contar con el Imperio ruso. En 1882 se firmó el Tratado de la Triple Alianza entre el Imperio alemán, el Imperio austrohúngaro y el Reino de Italia que, si bien en principio solo tenía carácter defensivo, en su renovación en 1887 alcanzó un carácter ofensivo.
El Imperio ruso se encontraba cada vez más aislado por lo que cada vez vio con mejores ojos el acercamiento a Francia, a pesar de que desde Rusia se veía al gobierno de París como el defensor de las ideas revolucionarias. Con la emisión de un importante empréstito a favor de Moscú por parte de la Bolsa de París en 1888 se suavizaron las posturas y el 18 de agosto de 1892 se firmó un tratado defensivo entre Francia y el Imperio ruso. El tratado era un medio de defensa contra el Tratado de la Triple Alianza.

## La Primera Guerra Mundial

### Prolegómenos
Otto von Bismarck había vaticinado que: 

“Cualquier condenada tontería en los Balcanes provocará una guerra europea”

Sin embargo, tras las guerras balcánicas, parecía que no había motivo para el pesimismo. El archiduque Francisco Fernando de Austria, heredero del káiser Francisco José I de Austria, para contener el nacionalismo dentro de las fronteras del Imperio austrohúngaro era defensor de un estado autónomo yugoslavo dentro del imperio (el trialismo), pero se encontró con la oposición del emperador y del gobierno de Budapest. Sin embargo, la situación, en 1914, no era tensa y nada parecía señalar que fuera a tener lugar una guerra europea.

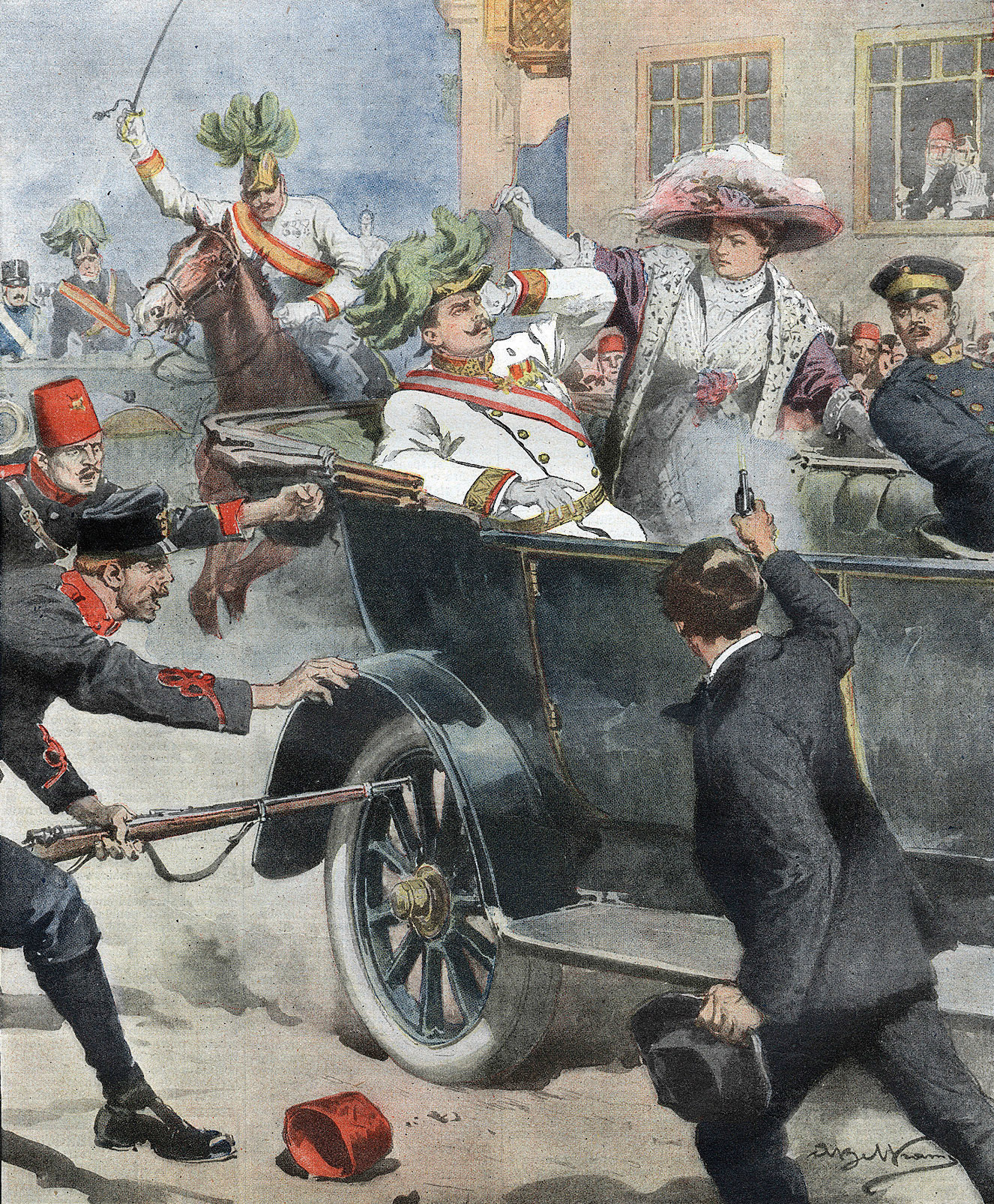
El Asesinato de Sarajevo reproducido en la portada del periódico Domenica del Corriere.

Sin embargo, tras reunirse con Guillermo II de Alemania en Konopischt (Bohemia), Francisco Fernando, partió hacia Bosnia-Herzegovina para dirigir unas maniobras militares. Estas concluyeron el 27 de junio y al día siguiente, el archiduque marchó a Sarajevo para realizar una visita oficial.
Terroristas proserbios de la organización Narodna Odbrana financiados desde Belgrado y San Petersburgo, se encontraban en Sarajevo y consideraban una provocación la visita del archiduque a Sarajevo en el aniversario de la batalla de Kosovo, fiesta nacional serbia. Además consideraban que sus ideas eran peligrosas para la formación de la Gran Serbia.
Durante la visita oficial, el archiduque fue víctima de un atentado con una granada, pero tanto él como su esposa, resultaron ilesos. Los archiduques siguieron con la visita oficial y cuando se dirigían a visitar a las víctimas del atentado al hospital cuando un joven, Gavrilo Princip, se precipitó hacia el coche con un revólver en la mano y disparó a los archiduques a quemarropa. Ambos murieron minutos después.
Los círculos militares austriacos consideraban el asesinato un claro ejemplo de casus belli y una prueba del peligro del movimiento yugoslavo para Viena, pero el jefe del Gobierno conde Leopold Berchtold, ante el temor de una guerra europea se mostraba cauteloso. El periódico austriaco Neue Freie Presse opinaba que había que ser prudente:

“El mayor error político sería hacer del atentado el punto de partida de una política hostil a los serbios de la monarquía y realizar precisamente lo que pretendían los asesinos: cavar un abismo entre el pueblo serbio y la Corona. Toda venganza derivada del atentado solo serviría para hacer el juego a la agitación irredentista”.

El jefe del Estado Mayor austriaco, Franz Conrad von Hötzendorf, apoyado por el partido de la guerra, pensaba que Serbia era un gran peligro mientras que en Berlín, el moderado canciller Theobald von Bethmann-Hollweg, sufría la presión de los militares y de los periódicos. El Berliner Tageblatt incitaba a la eliminación de Serbia: 

“Europa debe arreglar ahora no de los más graves peligros que la amenazan: el movimiento panserbio que, según proclaman sus promotores, solo puede resolverse por una guerra europea”

El 7 de julio de 1914 el gobierno austriaco decidió enviar a Belgrado un ultimátum redactado en términos que no podían ser jamás aceptados y cuyo rechazo sirviera para dar inicio a una guerra.
El día 28 de julio de 1914, a las once de la mañana, el conde Leopold Berchtold telegrafió a Belgrado la declaración de guerra:

“Como el gobierno real de Serbia no ha respondido de una manera satisfactoria a la nota enviada anteriormente, el gobierno imperial y real se encuentra en la necesidad de proveer por sí mismo a la salvaguarda de sus intereses y de recurrir, a tal efecto, a la fuerza de las armas”.

Al día siguiente comenzó el bombardeo de la capital serbia. Sin embargo, la declaración de guerra no vino acompañado de la movilización inmediata ni la invasión de Serbia, ya que Austria-Hungría no estaba en condiciones de iniciar las operaciones hasta el 12 de agosto, quince días después.
Rusia había declarado que estaba dispuesta a presionar a Serbia para que aceptase las demandas austriacas y Guillermo II había declarado que “un entendimiento directo entre su gobierno y Viena es posible y deseable”, pero con la declaración de guerra, Rusia decretó la movilización parcial, poniendo en pie a trece cuerpos del ejército, destinados a operar contra Austria.

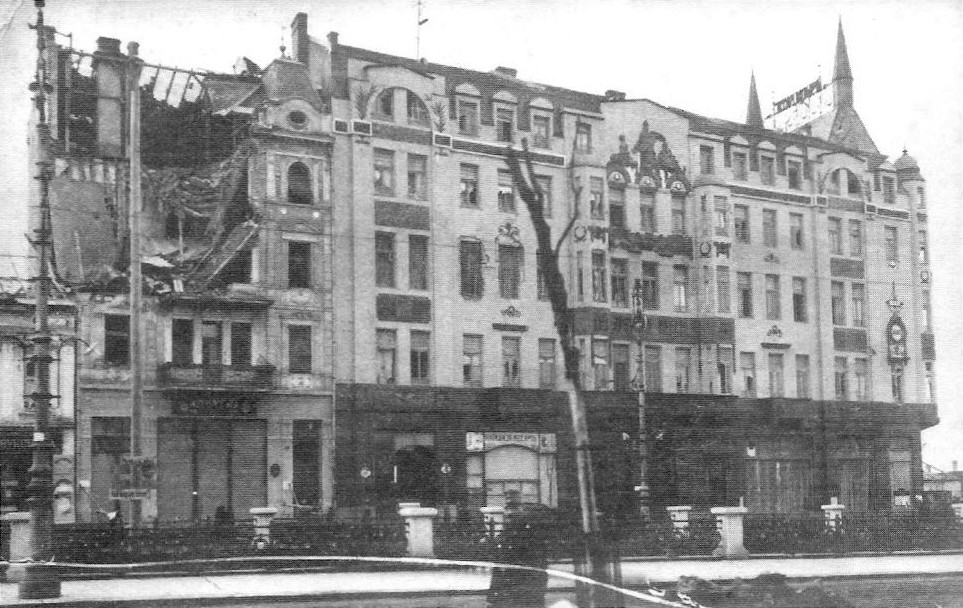
Edificio de Belgrado víctima del bombardeo austro-húngaro.

La movilización rusa produjo que en Berlín, el día 30, se celebrara un Consejo de Ministros en el que Bethmann-Hollweg tuvo que ceder ante los partidarios de la guerra. El protocolo de la reunión decía:

“El señor primer ministro subrayó para concluir que todos los gobiernos, incluido el de Rusia, así como la mayoría de los pueblos son partidarios de la paz; pero se ha perdido la dirección y la piedra ha echado a rodar”.

Estas declaraciones significaban que el Imperio alemán no podía esperar a ver como se desarrollaban los acontecimientos por el miedo a una guerra en dos frentes por lo que se apremió la movilización del ejército alemán, ya que el Plan Schlieffen se vendría si Rusia era capaz de tomar la iniciativa.
El mismo día 30, Berlín comunicó a Rusia que no estaba dispuesto a permitir la movilización contra el Imperio austrohúngaro y amenazó con movilizar a su ejército.
El 31 de julio el Imperio austrohúngaro decidía continuar la guerra contra Serbia e ignorar a Rusia. El embajador alemán en París envió un ultimátum a René Viviani informándole de que si Rusia no detenía la movilización Alemania atacaría a Francia.
El 1 de agosto una oferta británica pedía mantener Francia como neutral y fue aceptada por Guillermo II quien ordenó que solo Rusia debía ser atacada, pero Helmuth Johannes Ludwig von Moltke no recibió de buen grado la orden y replicó de que todas las tropas estaban preparadas para invadir Luxemburgo y Bélgica. Moltke logró persuadir a Guillermo II de que era imposible frenar el avance y el 1 de agosto, el káiser, firmó la orden de movilización. Ese mismo día las tropas alemanas entraron en Luxemburgo dando comienzo a la Primera Guerra Mundial.

### La Cuestión Oriental en la Primera Guerra Mundial
Para el Imperio otomano, la opción de evitar la guerra era perfectamente evitable. La decisión final fue cosa de Enver Pasha, Talat Pasha y el gran visir Said Halim Paşa.
Las causas que llevaron a la guerra parece ser la sensación de que intentar permanecer en la neutralidad en un conflicto como el que iba a empezar podía ser una mala opción ante cualquiera de los bandos vencedores. Enver Pasha argumentó que situarse al lado de la Entente Cordiale era una mala elección al estar Rusia en ese bloque y que la primera petición sería el libre paso por los estrechos o su control directo. El Imperio alemán parecía un aliado más fiable al no tener intereses en la región. Alemania, además había empezado la guerra con resonantes éxitos como el avance sobre París y las victorias en las batallas de Tannenberg y los Lagos Masurianos contra los rusos.
Ya con anterioridad, en diciembre de 1913, había llegado a Constantinopla una misión alemana encabezada por Otto Liman von Sanders y un gran número de oficiales alemanes entraron a servicio del ejército otomano.

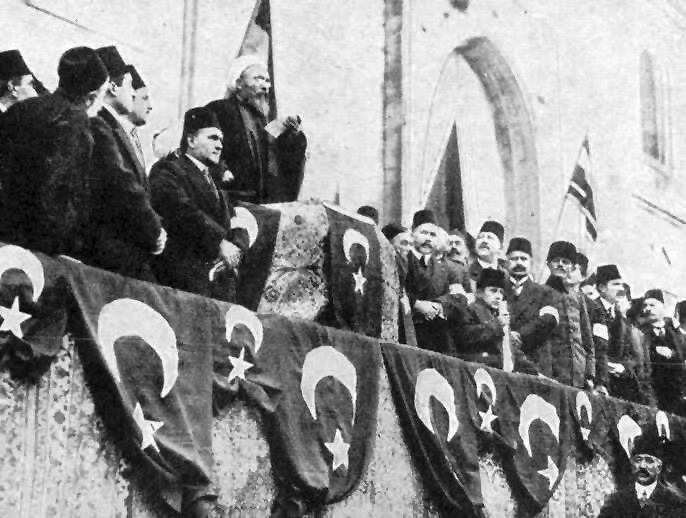
Las autoridades turcas declaran la guerra a la Triple Entente en la Primera Guerra Mundial.

Winston Churchill, ante el temor de que los otomanos apoyaran a las Potencias Centrales, manda incautar dos acorazados que se estaban construyendo en los astilleros británicos cuyo destino era la marina turca, esta incautación supone una humillación para los turcos, ya que habían sido financiados por suscripción popular. Esta acción británica es contrarrestada por la cesión, por parte de la marina alemana, de dos acorazados —el Göben y el Breslau— con toda su tripulación, que tras despistar a la Royal Navy logran alcanzar Constantinopla el 10 de agosto de 1914.
De esta forma, el Imperio alemán y el Imperio otomano firmaron un tratado secreto el 2 de agosto de 1914.
El Imperio otomano comenzó la guerra, el 29 de septiembre de 1914, con el bombardeo de las ciudades rusas de Crimea por parte de los acorazados Göben y Breslau. El almirante alemán había recibido órdenes del Mando Supremo alemán en Berlín y había sido respaldada por el comandante en jefe turco, Ever Pasha, y por el ministro de Marina, Ahmed Cemal.
En diciembre de 1914, el Imperio otomano lanzó una ofensiva en el Cáucaso contra las tropas rusas. La ofensiva lanzada en invierno, con temperaturas de hasta −40 °C se saldó con la derrota turca en la batalla de Sarikamis en la que perdieron 140 000 soldados entre muertos y prisioneros. El fracaso de dos ofensivas contra el Canal de Suez demostró que el Imperio otomano no estaba capacitado para grandes ofensivas.
El estancamiento del frente occidental hace que el Consejo de Guerra Británico se empeñe en buscar teatros de operaciones alternativos. Se barajaron varias alternativas como un ataque contras las islas alemanas en el mar del Norte, un desembarco en las costas de Bélgica o Siria o el intentó de abrir un frente en los Balcanes.
Poco después de la entrada del Imperio otomano en la Primera Guerra Mundial, Nicolás II de Rusia hizo una petición de ayuda el 2 de enero de 1915 a Reino Unido y Francia para crear una distracción contra las tropas otomanas para aliviar la presión otomana en el Cáucaso, que estaba provocando que las tropas zaristas se retirasen.
El Consejo de Guerra Británico valoró un ataque sobre Cattaro en la costa de Montenegro, ya que consideraban que animaría a los italianos a unirse a la Entente Cordial. Otras propuestas proponían un desembarco aliado en Alejandreta en la frontera entre Anatolia y Siria, lo que ofrecería una buena base naval y cortaría las comunicaciones entre Egipto y Mesopotamia. Una tercera opción era realizar un desembarco en Salónica.
Finalmente se decidió realizar una expedición a los Dardanelos porque podría amenazar Constantinopla y precipitar la caída del régimen otomano o al menos forzarlo a firmar la paz. Otra ventaja era que separaría a las tropas otomanas en Tracia de las estacionadas en Anatolia, lo que podría empujar a Grecia y Bulgaria a incorporarse a la causa aliada. Por último, si se abrían los estrechos, los navíos rusos podrían, por fin, utilizar la ruta del Mediterráneo para intercambiar cereal por armas.

#### El ataque naval a los Dardanelos
Winston Churchill, Primer Lord del Almirantazgo, abogó por un ataque naval, con poco apoyo del ejército. Churchill contaba con el apoyo del vicealmirante Sackville H. Carden que sugería que semejante ataque podía tener éxito si se ejecutaba metódicamente. John Arbuthnot Fisher, primer lord del Mar, apoyaba una acción en los Dardanelos, pero se opuso a que esta acción fuera solamente naval sin apoyo de tropas, pero finalmente la opción de un ataque naval a los Dardanelos tuvo éxito por el apoyo que el secretario de Estado británico para la Guerra, Lord Horatio Kitchener, le brindó.
El Consejo de Guerra aprobó el ataque naval el 28 de enero de 1915 y se envió a realizarlo al superdreadnought HMS Queen Elizabeth y al crucero de guerra HMS Inflexible además de 12 acorazados británicos (8 de los cuales estaban programados para desguazar) y 4 franceses predreadnoughts de la clase acorazada conocida como Charlemagne. Sackville H. Carden también contó con varios cruceros y destructores, de un portaaviones, 6 submarinos británicos y 4 franceses y más de 20 arrastreros convertidos en dragaminas.
El ataque comenzó el 19 de febrero con un ataque contra las defensas exteriores del estrecho, tarea que tuvo a la flota ocupada hasta el 26 de febrero. Con las defensas exteriores eliminadas comenzó el bombardeo de los fuertes interiores, pero no fue posible anularlos al tener que efectuar los disparos desde una distancia considerable gracias a unos cinturones de minas que los dragaminas, demasiado lentos y con poca potencia, no podían retirar.

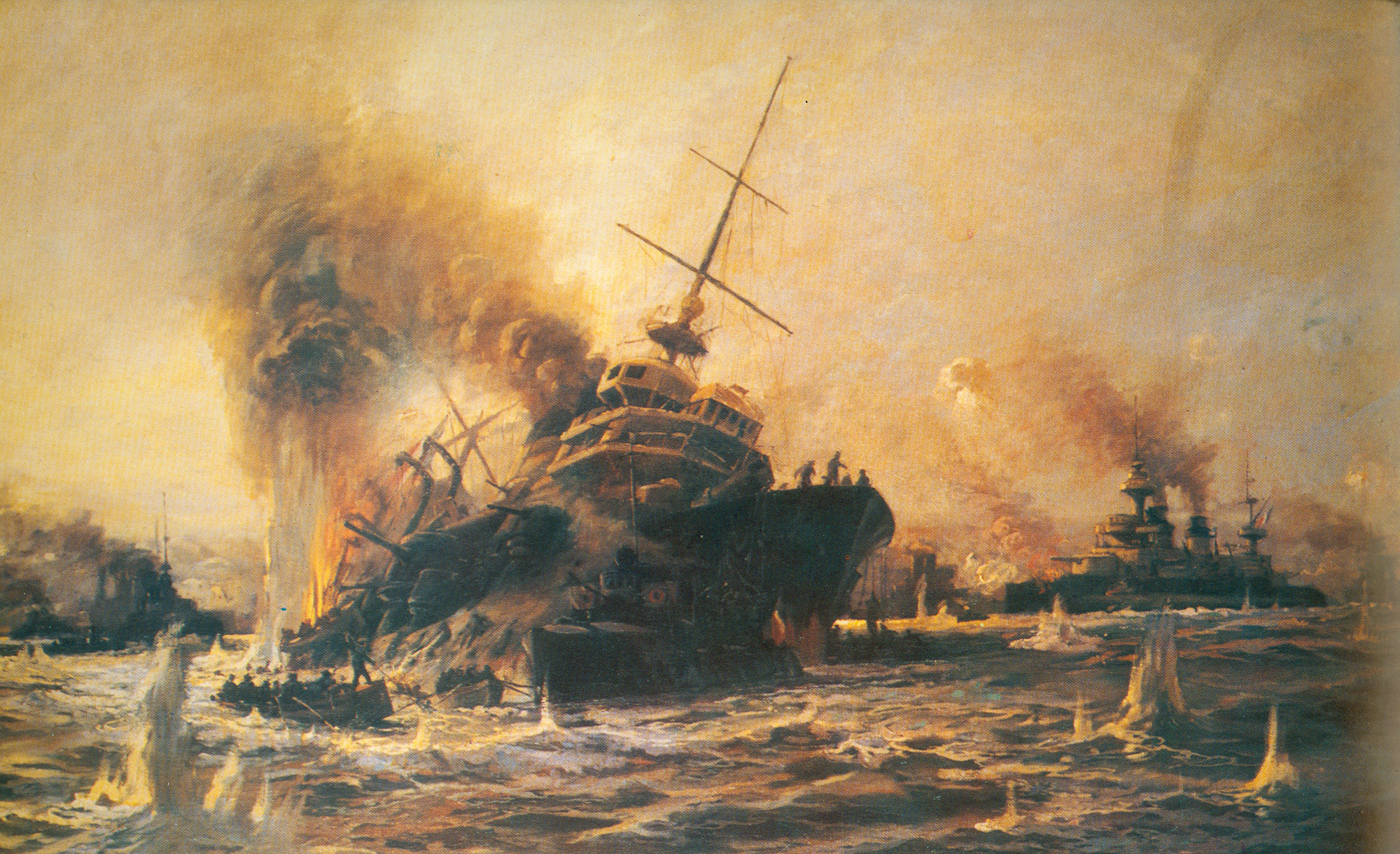
Hundimiento del buque Bouvet. Obra de Tahsin Siret.

El 18 de marzo se inició la gran ofensiva aliada. El almirante Carden se encontró con problemas de salud y delegó el mando en el vicealmirante John de Robeck quien dio inicio al ataque. A las 11:00, uno de barcos franceses (Gaulois) fue alcanzado bajo su línea de flotación y tuvo que encallar para evitar el hundimiento. A las 14:00 una mina impacto en otro barco francés (Bouvet) que enseguida volcó y se hundió. El bombardero continuó, con las posiciones otomanas muy comprometidas por el fuego aliado. Poco después de las 16:00 el HMS Inflexible colisionó con una mina y comenzó a ir a la deriva hasta que encalló en la isla de Tenedos. La situación empeoró para la flota aliada y otro barco británico (Irresistible) colisionó con otra mina y encalló en la parte asiática del estrecho, poco después otro barco británico (Ocean) seguiría su suerte, hundiéndose ambos navíos aquella misma tarde. Para terminar otro acorazado francés (Suffren) quedó incapacitado por lo que finalmente el mando aliado tuvo que renunciar a la ofensiva. Las bajas aliadas no fueron muy numerosas, excepto por los 639 hombres que se hundieron con el Bouvet. El día 22 de marzo los mandos aliados declararon que no se veían capacitados para abrirse camino sin la ayuda del ejército por lo que se retiraron.

#### La campaña de Galípoli
Tras constatar el fracaso del ataque naval, se optó por realizar en los Dardanelos una acción conjunta entre armada y ejército para lo que se utilizaría Fuerza Expedicionaria del Mediterráneo (MEF), que estaba formado por la 29.ª División Británica, el Cuerpo de Ejército Australiano y Neozelandés (Anzac) y el Corps Expéditionnaire d´Orient francés, para capturar las baterías que cubrían los Estrechos y despejar ambas orillas. Esta fuerza fue puesta bajo el mando de sir Ian Hamilton.
El 22 de marzo de 1915 comenzó el desembarco a las 4:30 con el desembarco de varias brigadas de los Anzac en el norte de la península de Galípoli, que tras arrollar a los turcos avanzaron tierra adentro, pero el coronel Sinclair McLagan detuvo el avance y ordenó a su brigada atrincherarse, preocupado por un eventual contraataque turco. Poco a poco, desembarcó el resto de la fuerza de los Anzac, pero el combate se había transformado, al perder la iniciativa los atacantes y controlar los otomanos las alturas.
En el sur de la península, los batallones británicos de la 29.ª División pudieron desembarcar sin problemas en dos de las tres playas elegidas para ello, estableciendo una cabeza de playa a 300 m del mar.
Sin embargo, en el desembarco del cabo Helles, en la zona conocida como playa V, encontraron una tenaz oposición por parte otomana, sufriendo las tropas británicas una masacre teniendo que desviarse parte de esas tropas a otras playas.
Por su parte, las fuerzas francesas desembarcaron en la parte asiática, para realizar un ataque de distracción, expulsando a la compañía turca que guardaba Kum Kale.
Cuando terminó el día, los Anzac se encontraban hacinados en una estrecha cabeza de playa en Sair Bair, mientras que en el sur los británicos se aferraban a cuatro cabezas de playa aún más pequeñas. En la parte asiática, los franceses habían tenido pocos problemas para deshacerse de sus oponentes.
Los siguientes días se sucedieron intentos por parte de los aliados por avanzar, sobre todo por el sur que era el que consideraban frente principal, mientras que los turcos intentaban expulsar a los aliados hacia el mar. 
Los franceses debieron retirarse de Kum Kale el día 26 de abril.

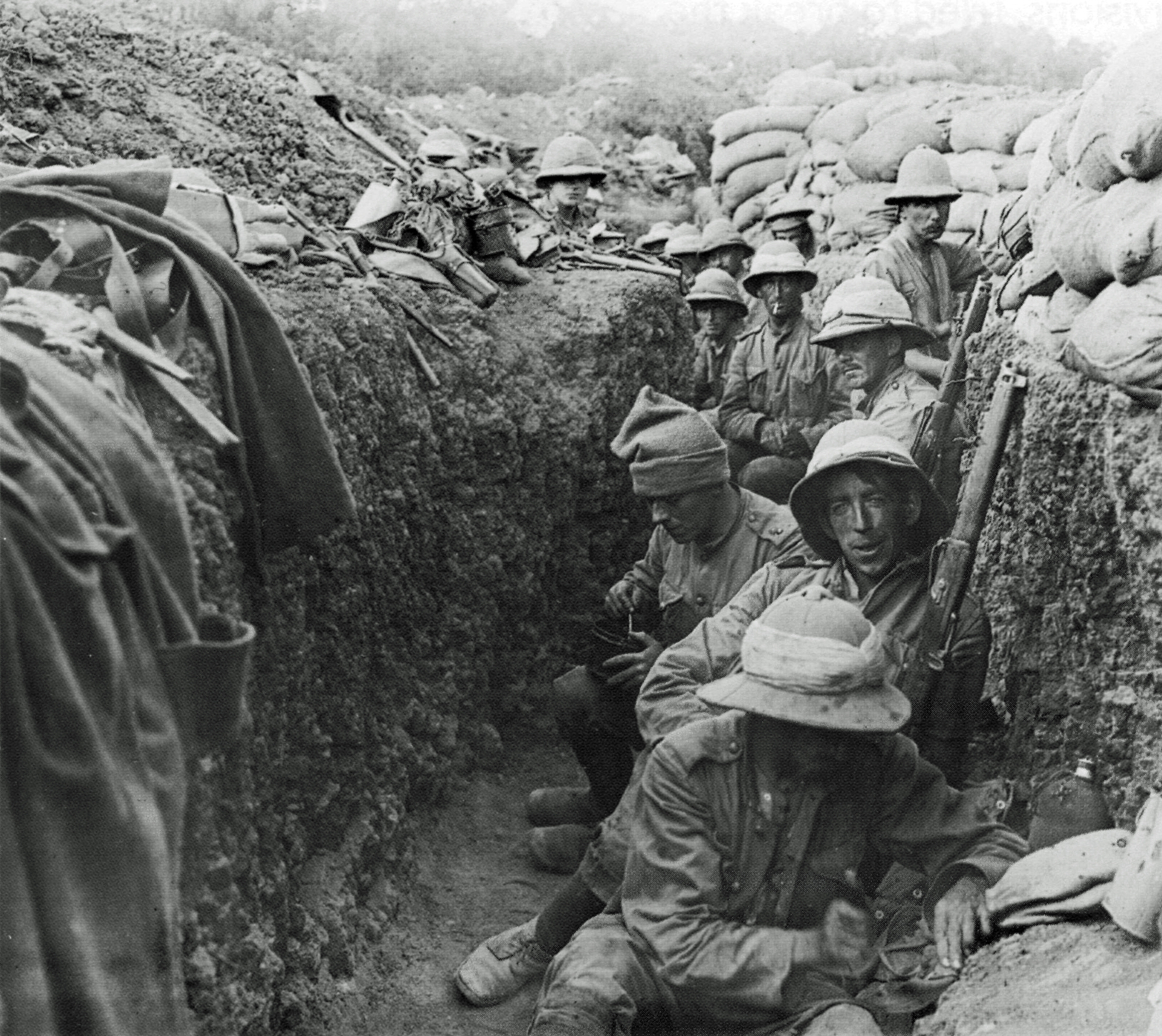
Soldados británicos en las trincheras de la sección sur de la península de Galípoli, cerca del cabo Helles.

El 28 de abril, los aliados intentaron presionar en la esquina sudoccidental de la península dando lugar a la primera batalla de Krithia que terminó con ambos ejércitos en sus puntos de partida y con una bajas de 3000 hombres, por parte de los aliados.
La noche del 1 al 2 de mayo, los turcos iniciaron un ataque nocturno, pero fueron contenidos por los aliados, que gozaban de una privilegiada posición desde sus trincheras. Se lanzó un contraataque, por parte británica, pero fracasó en menos de una hora con solo la ganancia de unos centenares de metros en el flanco izquierdo.
Entre el 6 y el 8 de mayo tuvo lugar la segunda batalla de Krithia, en la que los aliados intentaron tomar Achi Baba, pero no se experimentó ningún avance.
Tras estos combates el frente sur se estancó y Ian Hamilton comprendió que nunca conseguiría avanzar desde el sur por lo que empezó a planificar un avance desde la línea de los Anzac con la intención de tomar Sari Bair con el apoyo de un desembarco en la bahía de Suvla, al norte de la posición de los Anzac.
Este plan, conocido como Ofensiva de Agosto dio comienzo el 6 de agosto de 1915 con ataques británicos en el sector de Helles que debían servir como distracción. A las 17:30, la 1.ª brigada australiana atacó a los turcos en la zona de Sari Bair, en tres oleadas. Los australianos consiguieron penetrar en las líneas otomanas y tomar varios objetivos, pero los otomanos reaccionaron rápidamente con feroces contraataques y el avance se estancó.
El mismo día 6 comenzó el desembarco del IX Cuerpo del ejército británico al anochecer en la bahía de Suvla, pero el desorden y la confusión hicieron que se demorase su avance tierra adentro.
Al llegar la noche, avanzaron dos fuerzas de cobertura hacia el Sair Bair seguidas de tres columnas de asalto que debían atacar las cimas. Sin embargo, la ruta seguida era complicada y el avance se complicó por el laberíntico valle que debían atravesar. Al amanecer del 7 de agosto, las columnas de ataque estaban lejos de sus objetivos y los otomanos habían comprendido ya la amenaza que se cernía sobre ellos y respondió causando numerosas bajas.
El mismo día 7, las fuerzas del IX Cuerpo británico avanzaron, pero la fuerza turca logró retrasar su avance hasta que dos divisiones de la reserva turca detuvieron su avance a las primeras horas del día 9.

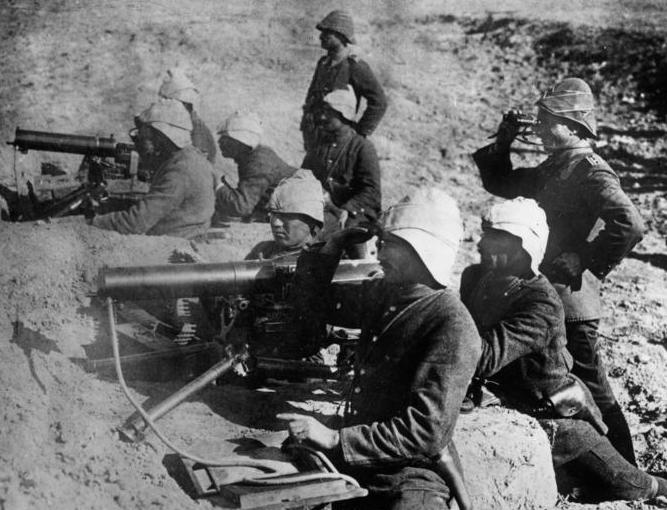
Soldados turcos armados con ametralladores en Galípoli.

El día 8 de agosto, un batallón de los Anzac logró tomar las cumbres del Sair Bair y desalojar a los otomanos de sus trincheras, pero finalmente tuvieron que retirarse.
Durante la mañana del día 9 de agosto, el 6.º de Gurkhas y algunas tropas británicas alcanzaron la cumbre del Chunuk Bair, pero fueron desalojados rápidamente por los contraataques turcos.
A las 4:30 del día 10 de agosto, los batallones otomanos, comandados por Mustafá Kemal en persona, expulsaron, finalmente, a los neozelandeses de Chunuk Bair.
Con estos combates terminó la Ofensiva de Agosto con un rotundo fracaso por parte de los aliados.
A finales de agosto se tomó conciencia de que la ofensiva había sido un fracaso. Desde Londres se empezó a cuestionar la viabilidad de la campaña y el general Ian Hamilton fue sustituido por Charles Munro que pidió la evacuación de las tropas. En noviembre 18 000 soldados debieron ser evacuados por el frío y el Mariscal de Campo Lord Horatio Kitchener viajó a la zona para hacerse una idea del estado de las tropas.

#### El resto de la guerra
En diciembre comenzó la evacuación de las tropas de los ANZAC terminando la evacuación de las tropas del norte el día 20 de diciembre, mientras que en la zona del cabo de Helles la evacuación tuvo lugar entre el 8 y 9 de enero de 1916 sin sufrir bajas significativas.
La campaña de Galípoli no supuso el único éxito turco en la Primera Guerra Mundial. Fuerzas británicas fueron enviadas desde la India para penetrar en Mesopotamia desde el mar Rojo, pero las tropas británicas dirigidas por Charles Townshend fueron derrotadas en la batalla de Cesifonte (22-24 de noviembre de 1915) y obligadas a soportar un asedio en Kut donde tuvieron que rendirse el 29 de abril de 1916. Más de 10 000 soldados británicos e indios, incluido el Mayor General Charles Townshend se rindieron a los turcos, a lo que debe sumarse 25 000 bajas en los combates en los que se intentó romper el cerco en una de las mayores derrotas de la historia del Imperio británico.
La situación estratégica del Imperio otomano parecía mejorar con la entrada de Bulgaria en la guerra en alianza con las Potencia Centrales. Las ansias de revancha ante las derrotas territoriales en las Guerras Balcánicas y los fracasos rusos en Galitzia (así como el fracaso de la Campaña de los Dardanelos) inclinan al gobierno de Sofía a la alianza con las Potencias Centrales. La movilización comienza el 23 de septiembre y el 14 de octubre inicia la ofensiva contra Serbia.
Las mayores amenazas para el Imperio otomano llegaron desde su interior con la insurgencia de los armenios y los árabes.
En diciembre de 1915, Gran Bretaña y Francia firmaron el Tratado Sykes-Picot en el que se realizaba un reparto de Oriente Próximo. En diciembre de 1917, Gran Bretaña fue más allá y dio a conocer la Declaración Balfour que veía favorable el establecimiento de un estado judío en Palestina.
Tras la salida de la guerra de la Rusia bolchevique tras la firma del Tratado de Brest-Litovsk (3 de marzo de 1918) y ejército otomano comenzó una ofensiva para ocupar Transcaucasia, llegar al mar Caspio y establecer contacto con el Turquestán. Los comienzos fueron positivos, ya que Transcaucasia no tenía poder suficiente para enfrentarse con los otomanos, tras lo que siguió la firma de tratados favorables con georgianos, armenios y azeríes.

Partición de Anatolia según el Tratado de Sèvres: concesiones territoriales y zonas de influencia de las Potencias.

Sin embargo, en el Próximo Oriente las cosas no iban bien. Las fuerzas rebeldes árabes tomaron Damasco el 10 de octubre. Antes aún, los búlgaros solicitaron la paz el 29 de septiembre. La caída de este aliado determinó la suerte del Imperio otomano en la Primera Guerra Mundial, ya que había quedado aislado de sus aliados lo que hacía inviable la continuación de las hostilidades. El 30 de octubre de 1918, Huseyin Rauf Orbay, en nombre del gobierno otomano, firmaba la rendición ante el representante de la Entente.
Con la firma del armisticio de Mudros, previo a los tratados definitivos, el Imperio otomano se comprometía a desmovilizar al ejército, abrir el Bósforo y los Dardanelos a la navegación, permitir la ocupación de posiciones estratégicas en los estrechos por parte de militares franco-británicos y que los puertos, ferrocarriles y producción industrial quedasen bajo el control aliado.
El 10 de agosto de 1920 las potencias obligaron al gobierno otomano a firmar el Tratado de Sèvres por el que su territorio europeo quedaba reducido a los alrededores de Estambul, más Adrianópolis y la península de Gallípoli. Mientras que Grecia se aseguraba Tracia oriental, Imbros y Tenedos en Europa y la región de Esmirna en Asia Menor. Al mismo tiempo se reconocía la independencia de Armenia que incorporaba territorios del este de Anatolia. La soberanía sobre los Estrechos quedaría bajo control de una comisión internacional, ligada a los intereses anglo-franceses.

## La guerra de independencia turca
El 15 de mayo de 1919 tropas griegas, alentadas por la debilidad otomana y con el apoyo de las potencias occidentales, desembarcaron en Esmirna con la intención de conquistar Anatolia. Como respuesta, el Movimiento Kemalista emitió el Manifiesto de Amasay (22 de junio de 1919) por el que declaraba que la identidad nacional turca estaba en peligro y que solo la voluntad del pueblo podía salvarla, que el sultán había desistido de asumir responsabilidades por lo que dejaba de ser legítimo y que se debía proceder a la movilización general y crear una Asamblea Nacional Libre que proceda a refundar la nación.
La Gran Asamblea Nacional se reunió en Erzurum y se nombró un gobierno provisional que rechazó el Tratado de Sèvres. Las primeras acciones fueron contra los armenios contra los que se dirigió un ejército comandado por Kazim Karabekir. Poco después se firmó con la Unión Soviética el Tratado de Gümrü, que creaba una Armenia convertida en República socialista incorporada a la URSS, pero que no incluiría territorios anatolios.
Las fuerzas kemalistas también combatían contra los movimientos islámicos que el Gobierno otomano lanzaba contra ellos.
En Anatolia se desencadenó una ofensiva griega que pretendía llegar hasta Ankara, pero la ofensiva fue detenida por Ismet Pasha en la batalla de Inönü (6 de enero de 1921). El 31 de marzo, Ismet conseguía su segunda victoria, lo que ayudó a levantar la moral del ejército turco. Sin embargo, poco después tuvo lugar una contraofensiva griega que provocó numerosos combates en la línea Kütahya-Eskisehir obligando a los turcos a retroceder hasta el río Sakarya.
El contraataque griego provocó que la Gran Asamblea Nacional nombrase a Mustafá Kemal comandante en jefe de las tropas y plenos poderes, por el miedo de que una derrota ante los griegos condujese al colapso de la revolución kemalista.

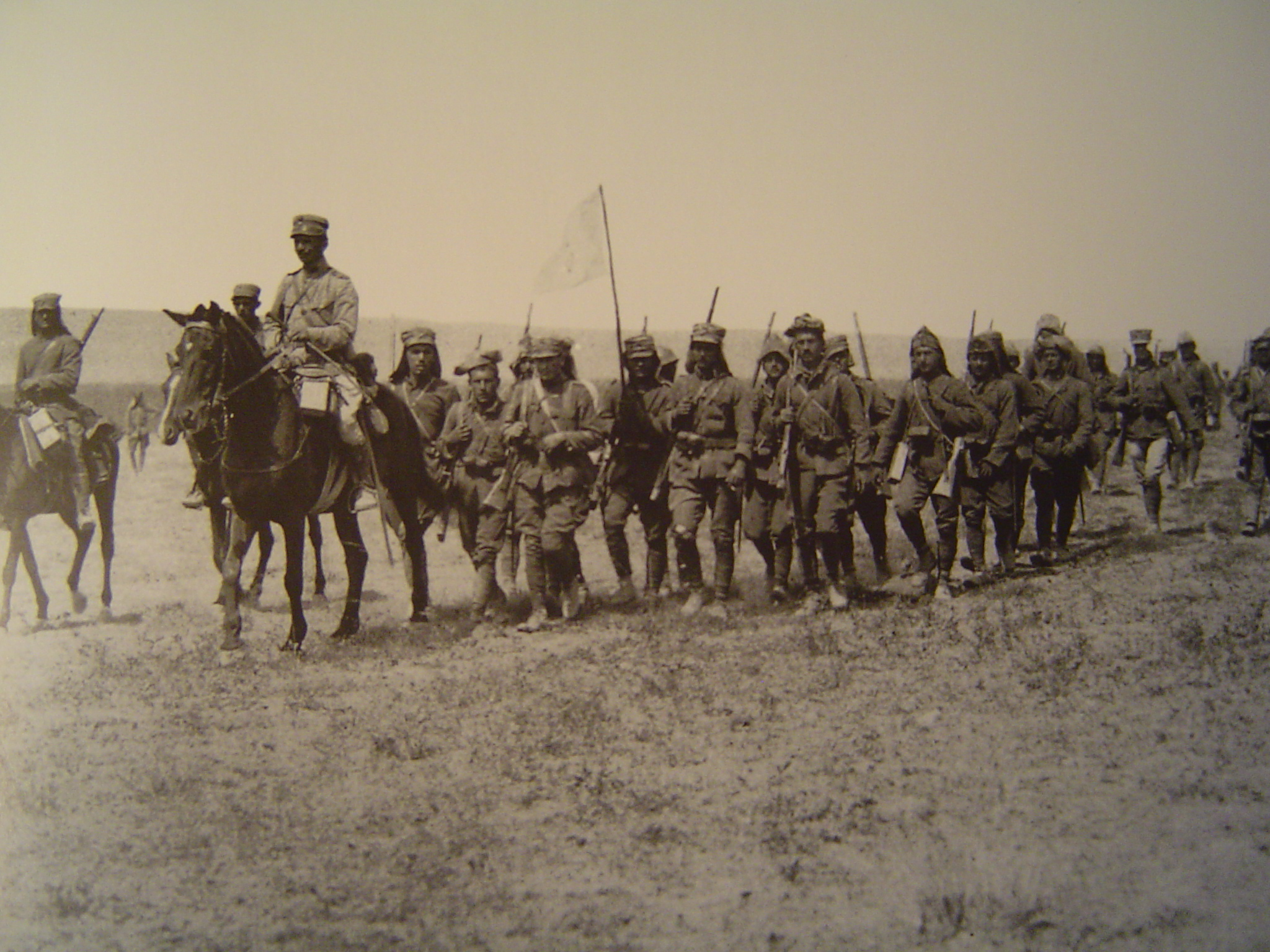
Soldados griegos en la batalla de Sakarya.

Con la llegada al mando del ejército de Mustafá Kemal comenzó la batalla de Sakarya (23 de agosto-13 de septiembre de 1921) que supuso una gran victoria para los turcos. Esta victoria aupó a Kemal a la posición de héroe nacional y se le concedió el título de mariscal con el título de “Gazi” (el victorioso).
Tras este éxito el gobierno francés se decidió a reconocer al movimiento kemalista en el Tratado de Ankara (20 de octubre de 1921) y Turquía recuperó Cilicia, Armenia y algunos territorios de Siria.
El gobierno de Atenas pidió apoyo de las potencias occidentales, pero ante el desentendimiento de París y el apoyo de la URSS a Kemal, Londres no se decidió en intervenir aconsejando al gobierno griego que buscase un acuerdo. Sin embargo, la Conferencia de París (22 de marzo de 1922) no condujo a ningún acuerdo.
El 26 de agosto de 1922 dio comienzo la batalla de Dumlupinar, que duró veinte días. Tras la batalla, el frente griego se hundió y en su retirada, el ejército griego fue perseguido por Ismet Pachá hasta Esmirna. El ejército griego iba incendiando todos los pueblos por los que pasaba hasta que las tropas embarcaron para abandonar Anatolia. El 9 de septiembre, los turcos entraban en Esmirna y cuatro días después se propagó un gran incendio en los barrios griego, armenio y franco de la ciudad.
Tras la victoria se firmó el armisticio de Mudanya (11 de octubre de 1922) y poco después las tropas kemalistas hicieron su entrada en Constantinopla, siendo evacuada por los ejércitos aliados.
Conseguida la expulsión de los invasores, la Gran Asamblea Nacional abolió el Sultanato el 1 de noviembre de 1922. Pocos días después, el último sultán, Mehmet VI, escapó en un barco británico y se exilió en Londres.
La culminación del triunfo del kemalismo fue el Tratado de Lausana (24 de julio de 1923) que era una revisión del Tratado de Sèvres. En este tratado se rectificaron las fronteras establecidas en Sèvres y se aceptó a la República Turca. Grecia perdía las zonas de Asia Menor y la Tracia oriental con Adrianópolis que eran entregadas a la República de Turquía. También se acordó un intercambio de población entre turcos y griegos por lo que cerca de un millón de griegos abandonaron territorio turco y unos cuatrocientos mil turcos abandonaron territorio heleno.

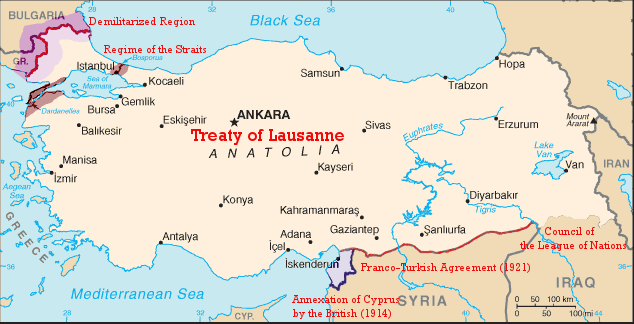
Fronteras fijadas por el Tratado de Lausana.

En este tratado se acordó la desmilitarización de los estrechos y de una franja de la Tracia oriental y la libertad de paso, así como su control por una comisión internacional bajo los auspicios de la Sociedad de Naciones.
Con el Tratado de Lausana se cerraba la etapa de la Cuestión Oriental si bien el epílogo lo supondrá el Convenio de Montreaux (junio de 1938) por el que fue abolida la comisión internacional de la Sociedad de Naciones y sus poderes fueron transferidos al gobierno turco.
De esta forma dejó de tener importancia para las cancillerías europeas la Cuestión Oriental, ya que se llegó a un acuerdo sobre el paso de los barcos por los Estrechos que aún dura hasta hoy. Por otra parte, el Imperio otomano terminó su descomposición y se convirtió en la República de Turquía cuyas fronteras siguen estables hoy en día. Por último, las nacionalidades balcánicas habían conseguido su independencia sobre el Imperio otomano y se crearon fronteras que resultaron permanentes hasta la Segunda Guerra Mundial.